# 杨振宁
杨振宁（英語：Chen-Ning Franklin Yang，1922年10月1日—），男，安徽合肥人（今屬安徽肥西），中国理论物理学家，研究領域有统计力学、粒子物理学。他曾于抗日戰爭時期西南聯合大學念本科、碩士，后赴美念博士。他與同是華裔物理學家的李政道於1956年共同提出宇稱不守恆理論，因而获得1957年諾貝爾物理學獎，成为最早华人諾獎得主之一。
1954年，杨振宁同米尔斯创立了“杨－米尔斯规范场论”，是研究凝聚原子核的力的精深理论。杨振宁和米尔斯把电磁作用是由定域规范不变性所决定的观念推广到对易性的定域对称群，提出具有定域同位旋不变性的理论，发现必须引进3种矢量规范场，它们形成同位旋转动群SU(2)的伴随表示。揭示出规范不变性可能是电磁作用和其它作用的共同本质，从而开辟了用此规范原理来统一各种相互作用的新途径。自从杨振宁、罗德尼·巴克斯特分别于1967年与1972年创建了量子楊-巴克斯特方程（简称QYBE）以来，量子可积模型方面的研究取得了很大进展，特别是弗拉基米爾·德林費爾德所建立的杨代数和量子群理论对物理中的量子完全可积模型的对称性研究提供了强有力的数学工具。经过系统的发展，已经证明杨-巴克斯特方程在统计模型、量子多体问题、量子可积模型、紐結理論等领域中扮演着至关重要的角色。
2022年，杨振宁入选感动中国2021年度人物名单。

## 生平

### 早年

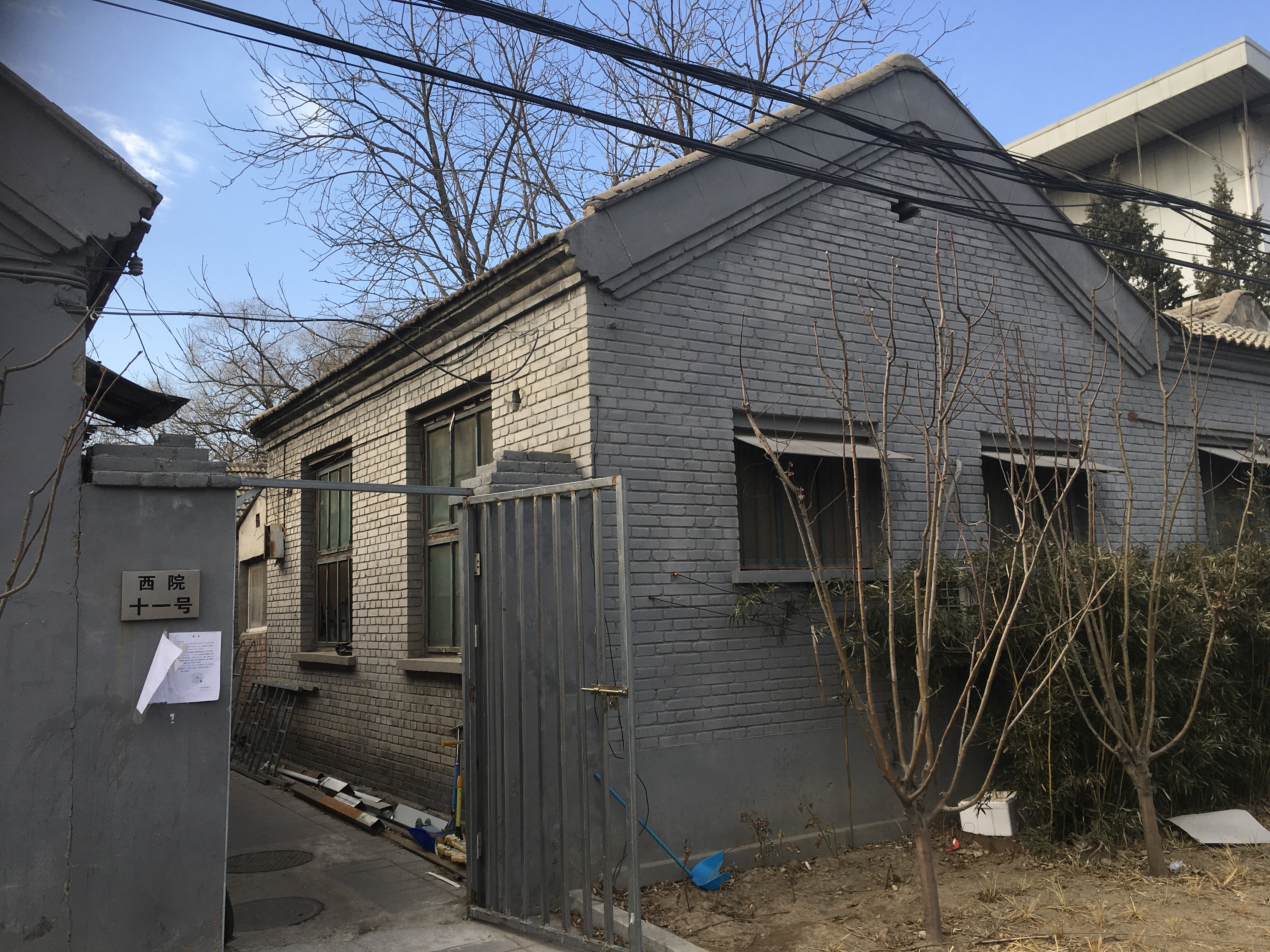
楊振寧故居（清華大學西院11號）

1922年杨振宁生于中国安徽合肥（今屬安徽肥西），父亲杨武之获芝加哥大学數學博士学位，回国后曾任清华大学与西南联合大学数学系主任多年。杨振宁出生时他父亲正在怀宁一所中学教书，故给长子取名“振宁”。杨振宁10个月大时，杨武之考取安徽公费留学，前往斯坦福大学学习。杨武之后来在芝加哥大学数学系师从名家伦纳德·尤金·迪克森，成为中国第一位数论方向的博士。杨武之回国后长期担任清华大学算学系（即后来的数学系）主任。杨振宁的家里后来又多了4个弟弟妹妹。
杨振宁4岁认字3,000多个，5岁会背《龙文鞭影》。杨振宁回忆自己小时候爱看《三国演义》、《水浒传》等小说，但那时对《红楼梦》没有兴趣。他少年时代先后就读于廈門市演武小學，北京教会学校崇德中学，昆明一中等。杨振宁从小兴趣广泛，尤其是中学时候读到的詹姆斯·金斯的《神秘的宇宙》（The Mysterious Universe）对其影响很大。他读中学时就对父亲说过：“我长大了要争取得诺贝尔奖！”

### 高等教育经历
中国抗日战争爆发后，杨振宁同家人先回到安徽合肥老家。再后到汉口，坐轮渡到武昌。后又随任西南联大数学系教授的父亲杨武之辗转至昆明。1938年夏，因学生辗转之原因，国民政府教育部宣布所有学生可按同等学历报考大学，且不需文凭。得此消息，杨振宁便以高二学历报名参加西南联大的统一招生考试，几天之后，便以出色的成绩被录取。
杨振宁报考西南联合大学的时候，因为对化学很感兴趣，且在高中时只读过化学而没有读过物理，于是报考了化学系。他后来才发觉自己更喜欢物理，便转到了物理系。
1942年，杨振宁毕业于昆明的西南联合大学（导师为国立北京大学吴大猷），1944年在西南联大研究所畢業（其导师：国立清华大学王竹溪）。在西南联合大学就读期间，他与同学黄昆、张守廉合称“三剑客”。
1945年，杨振宁考取公费留学赴美國，就读于芝加哥大学。读博士期间，杨本来想进阿里森教授的实验室进行实验研究，但是因自己笨手笨脚而放弃这一打算。他后来选择跟愛德華·泰勒做理论研究，但做了一些泰勒建议的研究课题后，二人发现彼此的研究兴趣方向并不相同。随后，他只好同导师泰勒协商，自己决定毕业论文的研究内容，但仍与导师维持好的关系。他的博士论文主要考虑过4个选题方向，都是别人不做的题目，其中有3个他都没有做出进展，这使得他情绪比较低落。他后来才找到1个有研究灵感的选题，并完成其博士论文。1948年，他取得博士学位。

### 科研生涯
1949年，杨振宁进入普林斯顿高等研究院进行博士后研究工作，并开始同李政道进行了一段长达十多年富有成果的合作。杨振宁回忆1949年自己刚开始进行独立研究还不久的时候非常难熬，当时还没有找到机会证明自己的能力和价值，感觉比较郁闷，但也承认这个痛苦的时期是每个初出茅庐的研究者都会经历的。當時的院长奧本海默说，他最喜欢看到的景象，就是杨、李走在普林斯顿的草地上。1957年夏天，李、杨刚获爱因斯坦奖章时，杨振宁因要到瑞士日内瓦工作，经过中国国务院总理周恩来批准，与留在中国的父亲杨武之在日内瓦小聚。1956年10月，30岁的李政道和34岁的杨振宁在美国《物理评论》发表文章，提出了弱相互作用中宇称不守恒，并因此于1957年获得诺贝尔物理学奖。
1966年以后，他长期执教于纽约州立大学石溪分校，创立并主持该校的理论物理研究所（於1999年更名為楊振寧理論物理研究所）。他也是中央研究院院士（1958年當選）、美国科学院院士（1965年當選）、英国皇家学会会员（1993年當選）、中国科学院院士（2017年當選，1994年当选外籍院士）；并且长期在香港中文大學任博文讲座教授。1977年杨振宁和梁恩佐等人在波士顿创办了“全美华人协会”，促进中美关系。
杨振宁于1964年3月23日加入美国国籍，他认为父母亲是不赞成他加入美籍的，所以直到来美19年以后的1964年，他才下决心加入了美国籍。对于这件颇有争议的事，杨在一次访谈中解释说：换美国护照是因为学术和工作的关系，要去各个地方旅行。而拿中华民国护照旅行当时非常不方便。

### 后期
中美关系因1971年3月乒乓外交解冻，同年7月19日至8月17日楊振寧到中华人民共和国探親。除探望病重的父親杨武之，他向中國國務院總理周恩來開列要見面的親友名單的第一名是舊同學、中國原子彈科學家邓稼先，此舉無意中解救了身陷青海文革批鬥的邓稼先。自此紅衛兵再没有把青海221廠的科學家打死，于敏、陈能宽、胡思得也因而得救。
杨振宁曾与陈省身、丘成桐等一起参与“保钓”运动。他频繁前往中国引起美国中央情报局人员对他盘问。
此后，杨振宁为提高中国的物理研究水平作了许多工作，多次回到中國大陸讲学，为被政治运动所破坏的中国大陸物理学界带来了当时国际物理研究的前沿知识。1986年，杨振宁推动在南开大学陈省身数学研究所内建立了理论物理研究室。他还促成了亿利达青少年发明奖等奖项的设立以促进中国在更广泛的科教领域的发展。1997年杨振宁推动创办了北京清华大学高等研究中心，吸引高水平的中青年学者从事前沿研究，聘请图灵奖获得者姚期智到清华工作。
2001年11月，杨振宁获得在华永久居留资格。自2003年起，杨振宁开始在清华大学长期定居。2004年11月，杨振宁正式取得中華人民共和國外國人永久居留證。
2015年2月，杨振宁放弃美国国籍，于4月1日入中華人民共和國籍。同年，他由中国科学院外籍院士转为中科院数学物理学部院士。这次由中科院外籍院士转为中科院院士在历史上尚属首次。因无先例和程序可循，中科院学部专门制定了《中国科学院外籍院士转为中国科学院院士暂行办法》。
2021年5月14日，杨振宁将自己办公室和资料室内的图书、文章手稿、来往书信、影像资料，以及字画和雕像等艺术品（共计2,000余件/册）无偿捐赠给清华大学，清华大学图书馆老馆为此设立“杨振宁资料室”。同年9月22日，中国教育部负责人员受中共中央总书记习近平委托，到清华大学看望杨振宁，为其祝寿，当时正值杨振宁虚岁100岁生日。当天下午，杨振宁在清华大学以“但愿人长久，千里共同途”为题发表了讲话。

## 主要科學成就
杨振宁的物理学研究领域广泛，他在统计力学、粒子物理学理论和量子场理论等方面都取得了杰出成就，特别是他和李政道合作期间成果丰硕。其中，他最重要的贡献有3项，分别是1954年与学生罗伯特·米尔斯合作的杨-米尔斯定律（或曰非阿贝尔规范场理论）、1956年与李政道合作的宇称不守恒定律和1967年的杨-巴克斯特方程。杨振宁90岁寿辰时，清华大学模仿“朗道十诫”，送给他一块4个侧面刻满其13项主要物理学贡献的黑色大理石立方体作为寿礼。不过与朗道获得的大石板不同，杨振宁的大理石只有手掌大小。
- 1954年，杨振宁与学生米尔斯一道提出了杨-米尔斯理论，即非阿贝尔规范理论[48]。1970年代他与吴大峻合作研究了规范理论的整体性质，亦即规范理论与数学上纤维丛的密切联系。
  - 影响：杨-米尔斯理论对基础物理学和现代微分几何学都产生了深远的影响[49]，是粒子物理学的标准模型的基础；杨-米尔斯理论的数学性质也是近三十多年来数学研究的重要课题。此外，与之相关的杨-米尔斯存在性与质量间隙问题至今无人解答，它与黎曼猜想、庞加莱猜想等多个意义重大的顶级数学难题一同被美国克雷数学研究所列入2000年5月24日悬赏征求解答的著名数学难题之一，每一题的奖金都高达100万美元。
- 在统计物理方面，他与李政道合作关于相变的一系列研究已经成为经典文献。他本人在1967年首先发现的杨-巴克斯特方程为可积模型的研究开辟了全新的方向。他还提出了非对角长程序（off-diagonal long-range order）的概念。
  - 杨-巴克斯特方程对物理和数学都有广泛的影响。在1990年召开的国际数学家大会上，4位菲尔兹奖获得者中有3位的工作都与杨—巴克斯特方程有关。[50]
- 1956年，杨振宁和李政道合作，深入研究了当时令人困惑的“θ-τ之谜”——即后来所谓的K介子有两种不同的衰变方式。李、杨通过分析认识到，很可能在弱相互作用中宇称不守恒。他们仔细检查了过去的所有实验，确认这些实验并未证明弱相互作用中宇称守恒。在此基础上他们进一步提出了几种检验弱相互作用中宇称不守恒的实验途径。次年，这一理论预见得到吴健雄小组的实验证实。因此，杨振宁和李政道的工作迅速[23]得到了学术界的承认，并获得1957年诺贝尔物理奖。
  - 影响：“宇称守恒”是关于物理世界中的左右对称性的最基本假设，此前在物理学界一直是被奉为圭臬的基石，几乎如同“常识”一样固化在人们心中，几乎无人怀疑它会有失效的时候[51]。沃尔夫冈·泡利、理查德·费曼和列夫·朗道等洞察力不凡的物理学者都曾对此深信不疑。有学阀作风的朗道还丢弃过由自己人沙皮罗（I. S. Shapiro）写的一篇试图讨论宇称不守恒的论文[52]。起初，有的研究还错误地断言β衰变实验已经“证明了”宇称守恒[51]。1999年，弗里曼·戴森在杨振宁荣休学术讨论会上说“发现宇称不守恒、发现左手和右手手套并非在各方面都对称，是一项了不起的破坏活动。它摧毁了在思维结构前进道路上的（阻碍性的）基石，这个结构以后经过30年才建立起来。[51]”1957年2月23日，中国核物理学者于敏在《人民日报》发文，高度评价这一发现[28]。中国核物理学者钱三强也称其是“原子核物理学中的重大发现”[28]。不甘心的朗道不久后又提出了观点更高的“电荷-宇称（CP）联合守恒”理论作为补救方案，由此引出了后来的CP守恒仍有破缺的发现。

### 规范场理论
杨振宁是受沃尔夫冈·泡利1941年发表的《基本粒子的相对性场理论》之启发而思考是否能发展出更广泛的规范不变性，这花费了他数年时间。杨的规范场理论刚提出时还有好几个大的瑕疵，比如无法解释多数类型粒子质量的来源以及找不到使规范场重正化的办法，甚至他1954年2月在作报告时还曾被泡利不断追问和刁难。杨无法回答泡利，只好承认自己考虑得还不够清楚然后演讲作罢。这种尴尬局面使得规范场理论起先未能引起同行们的足够认可。关于泡利为什么没有优先发表有关规范场论的研究，杨振宁在《六十八年心路》一书中有详细分析，并将其归结为“价值判断非常不同”。
大约在1967年，打算继续推广规范场理论的杨振宁在一次广义相对论会议上偶然注意到规范场论中的场强度公式与黎曼几何中的曲率张量公式非常相似。1967年，杨振宁向几何学家詹姆斯·西蒙斯请教规范场和纤维丛之间的联系。西蒙斯肯定杨振宁的规范场理论与微分几何中的纤维丛理论一定有密切联系，并给他一本美国拓扑学家诺曼·斯廷罗德写的《纤维丛的拓扑学》（The Topology of Fibre Bundles）看。杨振宁当时没看懂，就先放到一边去了，并搁置数年。后来杨总是回忆说：“我看不懂。这种抽象的数学语言对物理学家来说，实在没法读下去……世上有2类数学著作：第1类是我看了第1页就不想看了；第2类是看了头一句话就不想看了。”与此同时，波兰数学家特劳特曼（Andzej Trautman）和美国物理学家卢斯（H. G. Loos）也都察觉到了纤维丛和规范场理论之间的联系，但他们的研究没有引起同行重视。到70年代时，随着1954年那篇规范场论文被越来越多的同行引用，杨振宁也开始逐渐重视规范场理论的价值。最后杨振宁在1975年亲自邀请西蒙斯为自己和同事办了一系列介绍微分形式和纤维丛的专场讲座报告。
1975年，吴大峻和杨振宁在名刊《物理评论》上发表论文《不可积相因子和规范场整体表示》，完全阐明规范场和纤维丛之间的对应关系，这才引起数学家和物理学家们的集中关注。这也标志着物理学再一次赶上了数学的发展前沿。
杨振宁想从发展规范场理论这条思路入手，设法逐步将电磁力以外的其它基本力也用规范不变性统一描述，建立起能统一更多基本力的大统一理论，从而迈向万有理论。不过他后来在相关研究中进展不大，研究兴趣也慢慢转向凝聚态物理学方向的理论研究了。在规范场论的后续发展之路上，先是出现了由谢尔登·格拉肖提出的用规范场思想统一电磁相互作用与弱相互作用的弱电统一理论，虽然不够完善，但这是第1个比较有潜力的大统一理论。与此同时，为解决弱相互作用下宇称不守恒的问题，理查德·费曼和默里·盖尔曼修正了恩里科·费米的弱相互作用理论，提出了弱相互作用的“普适费米型弱相互作用理论”，也称作“普适性V-A理论”，弱力的表述得到了完善。此外，南部阳一郎从列夫·朗道解释超导现象的自发对称破缺观点得灵感，通过类比，尝试将自发对称破缺机制也套用到规范场的研究中。彼得·希格斯等人在南部和傑弗里·戈德斯通的工作基础之上，发现存在一种类似的自发对称破缺机理可以导致规范场中出现不为零的质量，这就是解释粒子质量由来的希格斯机制。规范场重整化的方法则由初出茅庐的杰拉德·特·胡夫特搞定。史蒂文·温伯格和阿卜杜勒·萨拉姆设法将这些来源于不同岔路的研究成果融合到一起，提出了完善化的电弱理论。希格斯机制中自发对称破缺的恰当引入成为这一步能够迈出的关键。弱电统一理论与70年代初描述强相互作用的量子色动力学结合到一起，就构成准确预测了许多新粒子并经受住了反复检验的粒子物理学标准模型。到目前为止，由于所研究的空间尺度极小，标准模型成为人类文明史上已有实验证实有效的最精密、最准确的科学理论，也揭示出规范不变性是贯彻在自然界众多物理现象背后的最本质规律之一。量子物理领域的第2个大发现时代到此告一段落。温伯格也以3卷大作《量子场论》总结了量子场论（也即高能粒子物理学）方面的研究历史和主要成果。

## 教育与科学建设工作

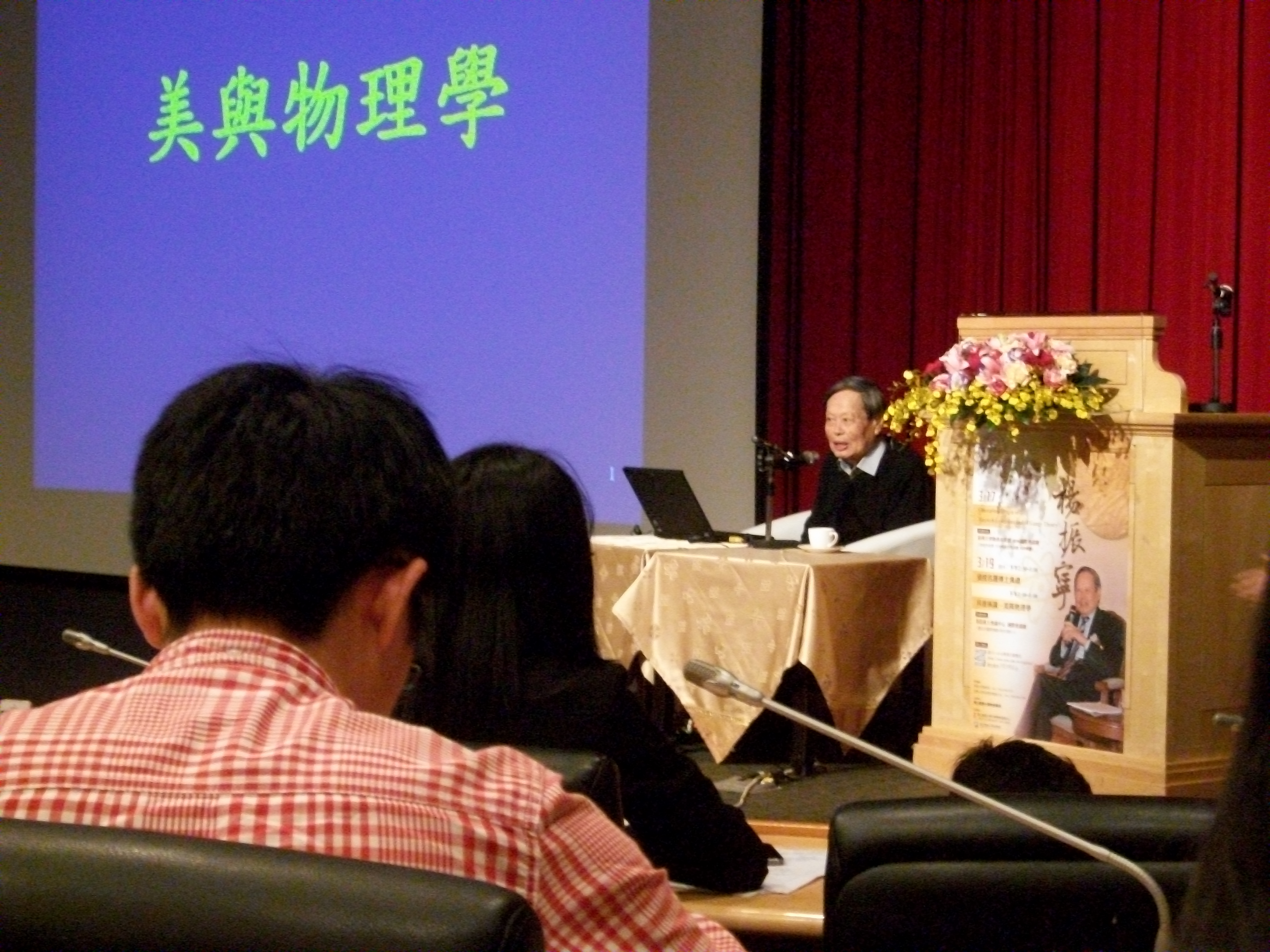
楊振寧於國立臺灣大學領取名譽博士學位後發表科普演說

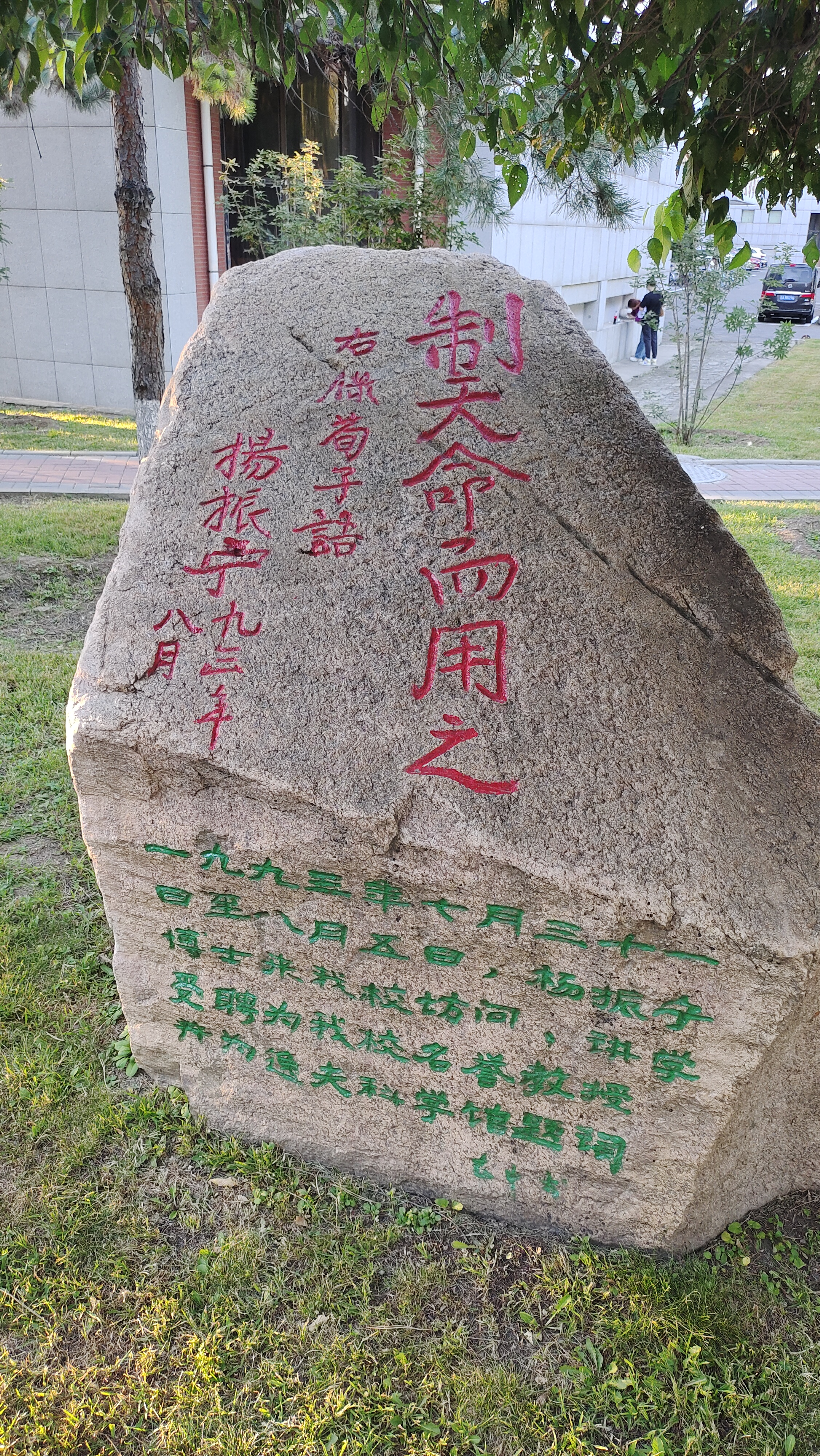
楊振寧在東北師範大學訪問之題字石刻

杨振宁自20世纪70年代起致力于中美科技、教育交流，并经常对中国时事发表评论。
杨振宁认为传统中国教育不重视动手能力的培养，但中国的发展非常需要动手能力强的人才。他也认为喜爱将计算机技术应用于科技研究（如利用统计分析知识进行数学建模，从而改善生物分类学中系统发生树的结构合理性）、喜爱整理知识、喜爱解决问题都是值得培养的兴趣。现代科技发展迅速，杨振宁相信博览群书的人更容易在研究工作中发现属于自己的机遇。他指出扩大知识面的广度和深度可以弥补研究人员在智力方面的不足。他还将《科学美国人》作为优秀科普杂志的一个代表推荐给学生。《科学美国人》最早正是由杨振宁向国务院总理周恩来建议引进的；后来在国务院副总理邓小平的关心下，此刊正式被引进并成为中国改革开放后第一本版权合作的期刊。他也将自己小时候读过的科学启蒙书《神秘的宇宙》（The Mysterious Universe, 詹姆斯·金斯所著）继续推荐给新一代的学生。
杨振宁关心中国的应用科学发展。例如他从1997年5月开始，先后8次写信呼吁中国政府尽快开展X射线自由电子激光（XFEL）的预研究。
1978年3月，在李政道等人的倡导下，中国科技大学创建少年班。1983年12月28日，杨振宁向中顾委主任邓小平表示“国外认为，搞软件15—18岁较有利。”中国科技大学少年班由此设立了计算机软件专业。1984年2月16日，邓小平参观上海展览馆时指出“计算机的普及要从娃娃抓起”，由此中国的中小学开始大力推广计算机教育。对于中美教育差距，杨振宁在2017年5月11日的网络直播中提到国内好多小学、中学的学生都被送到美国去，但是他不觉得中国的本土教育一定不如美国，表示“美国的教育绝对不是比中国的中学、小学、大学的教育好”。
- 1971年夏，杨振宁访问中国，是美籍知名学者访问新中国的第一人[57]。他对促进中美建交、中美科学技术教育交流做了大量工作。[36]
- 20世纪70年代时，杨振宁曾不止一次希望将人工合成结晶牛胰岛素的工作提名诺贝尔生理学或医学奖，但最终落选。[64][65]
- 1986年，杨振宁推动在南开大学陈省身数学研究所内建立了理论物理研究室。[37][51]
- 杨振宁促成了亿利达青少年发明奖等奖项的设立。
- 1997年，杨振宁推动创办了北京清华大学高等研究中心，聘请图灵奖获得者姚期智到清华工作。姚期智为此而辞去了普林斯顿大学终身教职[51]，并迅速在中国清华大学建立“计算机科学实验班”，即“清华姚班”[66]。
- 2004年，杨振宁亲自为中国清华大学的物理系和基础科学班大一的学生讲授了一个学期的“普通物理”课[51][67]。杨振宁使用慢速英语夹杂中文翻译授课，每次课前要花2个小时备课，并在课后主动询问听懂了的学生有多少[67]。杨振宁说：“现在很多教授不愿意给本科生上课，但我觉得，给本科生上课很重要。我也希望我能够带动更多的人。[67]”前来听课的人不乏外校学生和其他年长的教师[67]。杨振宁表示：“那一学期我想最大的收获，不是同学的收获，是我的收获[51]。”
- 2010年6月14日夜里，杨振宁通过电子邮件致信中国清华大学学者朱邦芬，质疑《中国物理快报》一篇稿件的评审涉及学术诚信问题。[68]
- 2015年和2016年，杨振宁2次参加“求是奖颁奖典礼”，为张亭栋[69]、彭实戈[70]、张益唐[70]等获奖者颁奖和致辞。

## 科学哲学与文化观点
杨振宁以曾经接受中国文化的薰陶为自傲。在接受诺贝尔奖奖金的时候，由他代表致辞：“我深深察觉到一桩事实：在广义上说，我是中华文化和西方文化的产物，既是双方和谐的产物，又是双方冲突的产物，我愿意说我既以我的中国传统为骄傲，同样的，我又专心致于现代科学。”
杨振宁经常谈及科学、哲学、宗教和传统文化的话题。量子力学近来经常卷入与哲学和宗教有关的话题，实验物理学者潘建伟就此呼吁：别老是把量子力学跟其他的问题联系在一起。他转述杨振宁的观点：科学往前进一步，宗教往后退一步，科学再进一步，神学又往后退一步，但是科学解决了有限问题，宗教最后总是无限。杨振宁也曾称批评《易经》中广泛流传的“天人合一”思想以及推演法的欠缺阻碍了中国科学诞生，但对“天人和谐”这一概念给予了很高的评价，还提出《易经》影响了汉语成为单音节语言。他认为近代科学没有在中国产生的原因有5个，其中《易经》占2个。
网上曾有一篇题为《杨振宁：佛教与科学是彻底相容的》的文章流传。此事系一篇作者署名为杨振华的文章《佛教与科学精神》在经转发时，原作者名字被网友及自媒体有意或无意弄错一个字而产生的乌龙事件。杨振宁曾因此接连收到各种与佛教相关的研讨和交流活动的邀请。因不堪其扰，杨振宁后来只得登报发文澄清。
杨振宁不看好难以找到实验证据支持的弦理论，认为“它太不定形，太模糊”，还表示“在研究题目方面，我喜欢搞新的东西。但并非一味求新......目前看起来，弦理论对物理学的意义尚不及对数学的意义。”
杨振宁表示科学能体现出一种客观存在的美，因为“科学里终极的美是客观的，没有人类的时候就已经有这些美了”。他借用王国维的术语说“科学中的美是‘无我’的美，艺术中的美是‘有我’的美”。他还认为中国古代重视写意之美，西方古代则重视写实之美。西方艺术家们19世纪才开始认识到写意美的重要意义，这是很好的新尝试。但是他又认为艺术如果过于追求抽象和写意而脱离现实世界，“向完全背离造化的方向发展，将会与美渐行渐远”。
杨振宁发现成功的欧美物理学家绝大多数非常咄咄逼人（aggressive），爱搞一人独霸（one-upmanship），如罗伯特·欧本海默、爱德华·泰勒、理查德·费曼等。他更喜欢恩里科·费米、周光召、罗伯特·米尔斯、施溫格这类具有君子风度的物理学家。杨提出：欧美科学取得的很大成就是否与大多数欧美科学家这种咄咄逼人的个性有联系？这是一个很有意思的问题，可称之为“杨振宁猜想”。2015年在纪念杨—米尔斯规范场理论60周年时，杨振寧回顾了1960年代初他和费曼等人关于物理学发展前景的争论，他认为现在来看自己的判断是正确的，因为他受到儒家文化的影响。
杨振宁曾经概括20世纪理论物理学史的三大主旋律为：量子化、对称性和相位因子。在世界物理年（2005年）纪念爱因斯坦的时候，杨把爱因斯坦的成功归结为眼光和机遇。杨认为爱因斯坦不同于区别于洛仑兹和彭加勒，爱因斯坦在科研中既能眺望远处，也能看到近景，这才导致狭义相对论的提出；他又认为爱因斯坦创造出广义相对论所用到的广义协变性和等价原理率先体现出近代理论物理的基础——对称性。杨特别欣赏爱因斯坦的孤持（apartness）、追求和深邃的眼光，认为其改变了基础物理的发展进程。

## 争议
杨振宁尽管在物理学界享有盛名，但也是在公众舆论中争议最大的华人科学家。网上对他的争议主要来自中国大陆，内容主要集中在他的私生活、他的国籍变更、他与李政道的分道扬镳、他对中国科学发展方向的观点等与其具体研究工作没有直接联系的话题上。他主要从事的量子场论本身是一个艰深的研究领域，针对该领域的大众普及读物也相当少，即使是专业教材也常常出现因新知识太多而越写越厚的问题。普通公众对他的研究贡献的具体内容与重要性程度一般所知甚少。
《环球时报》评论员单仁平认为，杨振宁被抹黑是中国网络言论暴力的一个缩影，攻击他的网民几乎见到他的新闻就喷，将对他言论攻击作为一种发泄和娱乐。无数道德家们对杨进行了长年累月的批判和攻击，网络上充斥着各种对于他的调侃、讥讽、低俗笑话和子虚乌有的传闻。此外，钱永健、吴健雄等在中国国外做出贡献的科学家也曾成为中国网民的出气筒。

### 與李政道決裂
杨振宁從1949年與李政道初次合作，到1957年因「宇稱不守恆」理論的貢獻獲得諾貝爾物理學獎，1962年楊振寧和李政道決裂，科學上不再合作，友誼也一筆勾銷，學術界也充滿了傳言；包括諾貝爾名聲到太太的因素。关于他们个人关系分裂的原因，杨李双方偶有公开叙述，然而各有说辞，令外界对真实原因依然不得而知。杨振宁表示，李政道是自己最成功的合作者，与李政道的决裂是他今生最大遗憾。李政道也表示李杨的交恶是中国科学界的一大悲剧。
決裂之後兩人就一直努力避免可能會碰面的機會，直到2006年，在美国物理学会举办的宇称不守恒发现50周年学术会议上，李、杨二人还在为半个世纪前的小事引发争执。主办方先前已故意错开二人的演讲场次，但两人还是撞上了。李政道有意打断杨振宁的报告，杨振宁一开始没有理会，但后来则拿出另外准备好的资料和李政道翻旧账，使会议的现场气氛非常紧张。

### 对中国科学发展方向的观点
杨振宁一直建议中国应该先大力发展应用物理学而非基础物理学（如高能物理），这也与李政道的主张完全相反。北京正负电子对撞机就是经李政道提议后建立的。
2016年底，杨振宁在网上发文反对中国政府筹备建设会花费巨资的大型强子对撞机，即定名为“环形正负电子对撞机”（CEPC）和“超级质子-质子对撞机”（SppC），合称“环形正负电子对撞机-超级质子质子对撞机”（CEPC-SPPC）。中科院高能物理研究所所长王贻芳随后发文反对杨振宁的这一主张。2017年5月11日上午，杨振宁在清华大学科学馆的办公室通过网络直播，向超过100万中国观众就中国该不该建大型对撞机之争再次表达了自己鲜明的反对观点。为澄清误解，杨振宁后来还特别强调他反对的不是中国高能物理今后的发展，反对的只是中国马上开始建造超大对撞机。
中国是否要建造超大对撞机的争论源于2012年或更早，争论的双方都不乏国际泰斗级科学家。此前支持方主要有从事弦理论研究的丘成桐和爱德华·威滕等著名科学家；反对方也有重量级的菲利普·安德森和影响力比较一般的阿诺·彭齐亚斯等科学家。到2016年，王贻芳等人也加入论战。竞争万有理论头衔的弦理论长期遭受难以获得高能物理实验验证的诟病，因此弦理论的研究者尤其支持大型对撞机的建设。超级质子-质子对撞机的能量将会达到目前世界最大的欧洲大型强子对撞机的7倍。

### 文革期间访华之行的观点
杨振宁在20世纪70年代初访问中国大陆时，周恩来对他进行了接待和宴请。中方询问杨振宁访华期间有何心愿，他提出想见到毛泽东，后者便邀请杨振宁会面，两人进行了约一个半小时的谈话，话题包括哲学和物理学。回到美国后，他知道自己一定会被记者提问敏感的政治问题，但他的家人尚留在中国，所以作了圆滑的回答。他在回答记者问题时对文革给了一些积极的评价，包括认同道听途说来的“文革没有死很多人”之说法、相信中国领导人有明智的治国方案、大锅饭的口味还不错等，他事后辩称是被假象蒙蔽了。不过同为知名数理学者的钱学森和陈省身在文革期间也都说过恭维中国政府的话。另外，他曾向周恩来质疑意大利导演米开朗基罗·安东尼奥尼拍摄的纪录片《中国》，结果他说的话被四人帮的耳目打听到并加以利用，导致此片在中国被禁，并由此引发了一些中意外交问题。据称，杨振宁并未看过该电影，他对这部电影的质疑也只是源于道听途说。

### 89年学潮前后的政治立场
1988年9月1日，杨振宁发表演讲，谈及了当时在追求西方民主的中国知识分子以及青年学生、普通民众中反响热烈的纪录片《河殇》。杨振宁对此片题材的大胆和对于社会发展方向的积极思考给与了肯定，但认为此片过多地否定了中国传统文化和中国以前的政治思潮，认为其结论是偏颇和不可取的。他对于苏联极权主义对于科学发展的利弊和不久后发生在中国的八九民运的观点也比较倾向保守，此举迎合了中国领导人邓小平的心意。亦有声音认为杨振宁在这方面的一些观点值得商榷，如《今日话题》的一期专题评论指出苏联虽然非常重视科技与人才并产生了不少领先的科技，但也有特罗菲姆·李森科这样学阀级别的伪科学家大行其道，几十年如一日地祸害苏联的生物学发展。

### 遭公众贬低
2004年，时年82岁的杨振宁与28岁的翁帆结婚，这是他引起中国网民关注和争议的起点。从那时起，每隔一段时间，杨和他年轻妻子的特写照片就会登上娱乐传媒的头条并成为众矢之的。随后出现了广为流传的《清华学生怒批杨振宁：不忠不孝不仁不义》一文，使得杨振宁的形象雪上加霜。随后公众对杨振宁的争议持续不断。公众关于与日常生活不相干的科学家的争议往往是一时的，像杨振宁这样持续被辱骂的例子并不寻常。攻击他的人群此后又骂他不爱国，从政治角度对他予以上纲上线的批判，无视他自20世纪70年代起就经常回中国大陆的事实，甚至严重贬低他的学术成就。杨的成就被说成是碰运气沾到合作者的光，甚至说是剽窃。他晚年加入中华人民共和国国籍后，又被部分中国大陆网友骂“回国太迟”、“是回家养老”、“在国外混不下去了”和“骗取名誉和待遇”。事实上，杨振宁分文未取由中国清华大学开出的100万人民币年薪，还为清华大学捐款超过百万美元。
杨振宁表示，上个世纪80年代的多数中国人觉得变更国籍是一件不能接受的事情，但如今大家会逐渐觉得移民是一件正常的事情，“随着中国国力继续增强，移民现象会有更多的改变，越来越多的人会选择回国”。另外，杨振宁虽年事已高，但仍能依靠其人脉和影响力，不断邀请到诸多具有国际影响力的学者来中国任职。
互联网上还有谣言称翁帆之父娶了杨振宁的孙女。这一谣言出现时，杨振宁的孙女才7岁。杨振宁也深受谣言所困扰，甚至有西方媒体曾将一则谣言内容当真，向他发去祝贺。杨振宁说：“我知道网上对我有种种奇怪的非议，我想其中有非常复杂的成分，我的态度只好是不去管它了。”

### 逝世谣言
2021年3月下旬，网上出现楊振寧近日逝世的传言，清華大學黨委宣傳部于3月20日上午向媒体闢謠，楊振寧仍在世，且身體健康。新浪微博于3月24日宣布，账号「跑者子牛」最早發布此謠言且影响恶劣，对该账号处以禁言90天。

## 个人生活
杨振宁认为对自己一生影响最大的人是父亲。杨振宁小时候看科幻小说，但成为科学家以后，就对科幻小说逐渐失去兴趣了。以前看过的武侠小说、侦探小说，他也都看不进去。他觉得张爱玲的小说不错，而且又意外发现自己在西南联合大学的同窗好友张守廉和张爱玲是亲戚。
杨振宁从小就认识后来的合作者陈省身。陈省身在清华大学读硕士研究生时经常去杨振宁家串门，那时杨振宁只有8岁。杨振宁后来在西南联合大学读书时也上过陈省身的“微分几何”课。杨振宁的父亲杨武之也是陈省身的媒人和证婚人之一。陈省身曾在文章中写道：“感谢杨武之先生，成就了一段美满的婚姻。”
杨振宁说自己喜欢与简单的人和事打交道，自己也努力成为这样的人。
杨振宁谈及长寿秘诀时笑称“没有任何养生方法，可能是基因好，也很幸运”。他认为首先自己一生还算顺利，平稳的心境对健康大有帮助；其次也得益于现代医学的进步。75岁时，他曾患轻度心肌梗塞，但心脏搭桥手术很成功。他还说“准备活到一百岁”。

### 家庭
杨武之共有五名子女，杨振宁是长子。二弟杨振平也喜欢理科，后来住在美国。三弟杨振汉则是在上海交通大学学机械，毕业后先是在工厂工作，后来前往香港做企业管理。

### 婚姻与子女
杨振宁的原配是原中華民國陸軍中將杜聿明的女儿杜致礼，1950年8月26日，28歲楊振寧和21歲杜致禮在美国普林斯頓結婚，婚後杜致禮在美國紐約州立大學石溪分校擔任中文教師。1957年12月，杜致礼隨同杨振宁前往瑞典斯德哥尔摩領取诺贝尔物理学奖。他们有2个儿子与1个女儿，3个子女全部定居美國，基本上都不会讲汉语。长子杨光诺出生于1951年，为电脑工程师；次子杨光宇出生于1958年，为化学家；女儿杨又礼出生于1961年，为医生。楊振寧和杜致礼在普林斯頓度過了大部分時光，一起攜手度過了53年。2003年10月，杜致礼因病过世。
2004年底，82岁高龄的杨振宁与28岁的翁帆結婚，翁帆是广东外语外贸大学翻译系硕士，曾有過一段婚姻。杨振宁是1999年在汕头大学第一次和翁帆见面的。他们目前居于北京清华大学。由於杨振宁與翁帆年齡相差54歲，引起热议。杨曾表示，与翁帆确实有代沟。
有一位同行朋友曾在给杨的回信中特别举出西班牙大提琴名家帕布罗·卡萨尔斯81岁时和他的21岁学生结婚的例子，作为对杨振宁的祝福。杨振宁说自己知道54岁的年龄差距难免要引起议论，但是已经有了心理准备。他也说将来大家会知道这是一个浪漫的爱情故事。

### 逸闻
- 杨振宁小时候曾是个左撇子，而且从小动手能力就差。有一次，他用泥捏了一只鸡，被父母错认为是莲藕。[21][115]
- 杨振宁被同学取笑为“哪有爆炸哪就有杨振宁”，人送外号“爆炸杨”。他初到美国时，曾希望参与实验研究，但常因为笨手笨脚，导致越帮越忙，最后便放弃了从事实验研究的念头。[115][116][117][118]
- 相对论、能量守恒定律等许多理论因被视为西方资产阶级科学理论而在中国文化大革命期间遭到“四人帮”及其团伙的批判；但是宇称不守恒理论不仅在中国大陆未遭批判，反而受到鼓吹[119]。杨振宁知道江青讨好自己是想利用杨的国际影响力提升中国的对外国家形象和江青的个人形象[10]。
- 杨振宁于1970年代末访华时，有高层领导人曾向他赠送批判邓小平的宣传文件，但是杨振宁比较为难，没有表态。时任中共中央主席华国锋在会见杨振宁时，则完全没有提起当时对邓小平的政治处分。[10]
- 20世纪50年代末，美国核物理学者罗伯特·奥本海默曾偶然提到打算邀请“夸克之父”默里·盖尔曼加入研究院。杨振宁知道盖尔曼不好惹，就对奥本海默说：“默里很棒，但是如果他来我就会走。”奥本海默听后再未提及此事。盖尔曼后来听说杨振宁到纽约州立大学石溪分校任职以后，则在一次演讲中说：“Frank杨是一个很好的物理学家，但是不知道为什么最近跑到一个不知名的乡村小大学教书去了！”[120]
- 杨振宁對於玉器也有相當研究。[121]
- 杨振宁谈论詹姆斯·麦克斯韦发现位移电流的过程时，表示自己曾经几次仔细研究麦氏的推理过程，最后也未能弄清楚全部细节。[53]
- 学生时代的杨振宁与同学黄昆讨论爱因斯坦晚年的一篇论文时，杨很不当回事地评价爱因斯坦的那篇文章“毫无originality（创新性），是老糊涂了吧？”[122]

## 著作

### 学术专著
- Yang, C.N..  [统计力学特殊问题]. Seattle: University of Washington Press. 1952 [1952]. ASIN B0007FZHH4 （英语）.
- Yang, C.N..  [基本粒子：原子物理学部分探索过程的简史]. Princeton: Princeton University Press. 1963 [1961]. ASIN B000E1CBGG （英语）.
- Chen Ning Yang; M. L. Ge (编).  [辫群，纽结理论和统计物理学II]. Advanced Series In Mathematical Physics 17. World Scientific Publishing Company. 1994. ISBN 9789810215248 （英语）.
- Chen Ning Yang. J. B. Hong , 编.  [物理学当前课题：亚太理论物理学研究中心落成会议]. Korea: Seoul National University. 1996. ISBN 9789810239756 （英语）.

### 论文选辑
- Yang, C.N..  [论文选辑 1945-1980 附带评注]. San Francisco: W.H. Freeman. 1983 [1983]. ISBN 0-7167-1406-X （英语）.[123]
  - 2005年版：Yang, C.N..  [论文选辑 1945-1980 附带评注]. World Scientific Series in 20th Century Physics 36. World Scientific Publishing. 2005 [1983]. ISBN 981-256-367-9 （英语）.
- Yang, C.N.,  [杨振宁论文选辑2], World Scientific Publishing Company, 2013  [2014-10-07], ISBN 978-981-4449-00-7, （原始内容存档于2021-02-12） （英语）

### 杂文随笔
- 杨振宁. . 杨建邺 (汉译者). “生活·读书·新知”三联书店. 2014. ISBN 9787108047847 （中文（中国大陆））. （这本书里也收录了杨对同时代的许多知名同行的工作点评。）
- 杨振宁. . 杨建邺 1. 海南出版社. 2002. ISBN 9787544304825 （中文（中国大陆））.
- Chen Ning Yang.  [学者眼中的李光耀]. World Scientific Publishing Company. 2017. ISBN 9789813202313 （英语）.

### 文集
- 《杨振宁演讲集》1989南开大学出版社
- 《基本粒子及其相互作用:世界科普名著精选》1999湖南教育出版社
- 《杨振宁文集》2000华东师范大学出版社
- 《学术报告厅 求学的方法》霍金；杨振宁， 2002陕西师范大学出版社
- 《曙光集：杨振宁文集》杨振宁 著；翁帆 译，2008三联书店
- 《杨振宁选集》3016华中科技大学出版
- 《杨振宁选集1945-1980》(2020年再版)商务印书馆
- 《杨振宁谈读书教学和科学研究》2011安徽大学出版社
- 《杨振宁论文选集 1945-1980》(2020年再版)商务印书馆
- 《晨曦集（增订版）》翁帆、杨振宁 编著 / 商务印书馆 / 2021-08
- 《杨振宁的三篇学位论文》(2022清华大学出版社

## 传记
- 江才健.  1. 天下文化. 2002. ISBN 9789864170647 （中文（臺灣））.
  - 江才健.  1. 广东经济出版社, 和讯读书 (提供免费在线阅读). 2011  [2018-04-29]. ISBN 9787545407297. （原始内容存档于2018-04-30） （中文（中国大陆））.
- 葉中敏.  2. 香港中文大學出版社. 2003. ISBN 9629960877 （中文（香港））.
- 杨建邺.  2. 生活·读书·新知 三联书店. 2011 [2004]. ISBN 9787108035738 （中文（中国大陆））.
- 徐胜蓝; 孟东明.  5. 复旦大学出版社. 1997. ISBN 9787309018240 （中文（中国大陆））.
- 苏建军. . 许怡勤 (责任编辑) 1. 中国南京: 凤凰出版社. 2011. ISBN 978-7-5506-0848-1 （中文（中国大陆））.
- 季理真 (主编); 林开亮 (主编).  1. 高等教育出版社. 2018. ISBN 978-7-04-050056-1 （中文（中国大陆））.
- 黄芬香. . 十大华人科学家丛书. 孟宪明 (丛书主编). 河南文艺出版社. 2018 [2012]. ISBN 9787555906148 （中文（中国大陆））.
- 项星 (主编). . 荣耀中华·华人诺奖群英谱. 武汉大学出版社. 2016. ISBN 9787307176171 （中文（中国大陆））.
- 竭宝峰. . 中国名人成才故事 电子书. 辽海出版社. 2009  [2018-04-29]. （原始内容存档于2021-02-12） （中文（中国大陆））.
- 管成学; 赵骥民. . 网易云阅读. 世界五千年科技故事丛书 电子书.   [2018-04-29]. （原始内容存档于2018-04-29） （中文（中国大陆））.
- 高策.  1. 山西科学技术出版社. 1999. ISBN 9787537715232 （中文（中国大陆））.
  - 升级版：杨小明; 高策. . 卓越科学家的工作与创新方法系列研究丛书. 刘大椿 (主编) 1. 中国科学技术出版社. 2012. ISBN 9787504659552 （中文（中国大陆））.
- Haibo Wu.  [诺贝尔物理学家：杨振宁教授] Kindle. 2015. ASIN B01A1LSXLK （英语）.

其中江才健写的《规范与对称之美——杨振宁传》和杨建邺写的《杨振宁传》是较为权威的杨振宁传记。江才健版采访人数多、资料翔实，杨建邺则具有物理学教授专业背景优势，杨振宁本人对这2本书的看法也是如此。不过注重写实的传记，故事性会差一些。杨建邺写书时曾不止一次写信希望得到杨振宁的帮助，但是杨振宁以时候尚早为由回信拒绝。杨振宁后来在书店看了杨建邺的《杨振宁传》之后觉得还不错，才在这本书新版的创作中提供了帮助。

## 评价

### 自我评价
- 杨振宁自认为最大的贡献是帮助中国人克服了觉得自己不如人的心理[23][104][125][126]。在科学研究方面，他认为自己最重要的成果不是获得诺贝尔奖的宇称不守恒，而是有关规范场理论的工作[127]，而且诺贝尔奖对自己的人生轨迹影响并不大[22]。杨振宁自认为最大的不足在于动手能力非常差，自称在实验室只会给别人添麻烦，“凡是我动手做的事情里面都会有问题”[115][116][117]。他鼓励学生多动手，而且有动手天赋的人应注意培养自己的优势[128]。杨振宁觉得自己对于有的事情缺乏坚持做的恒心，比如记日记就坚持不了[22]。
- 2013年5月25日，在第15届中国科协年会“国际科学大师论坛”上，当他被一位提问的高中生问到其研究风格与2位知名前辈保罗·狄拉克和沃纳·海森堡中的哪一个人更像时，他首先明确表示“......我的贡献跟他们两位不能相提并论[129]。”也即他自认为成就不及狄拉克和海森堡。
- 杨振宁关心中美关系的发展。他表示对于自己曾经帮助建造中美之间的友谊之桥感到欣慰，说“没有这座桥梁，世界不可能有真正的和平与安定”。他感谢美国“给了我做科学研究非常好的机会的国家”，所以放弃美国国籍“也不是一个简单的决定”。[130][131]

### 同行评价
- 实验物理学者丁肇中：“中国人在国际科学坛上有建立不朽之功绩者，乃自杨振宁始。”[23]
- 授予杨振宁“鲍威尔科学成就奖”的美国权威机构富兰克林研究所称赞其成果“对20世纪下半叶基础科学研究的广大领域产生了巨大的影响”，“给人类对宇宙基本作用力和自然规律提供了理解”，认为杨-米尔斯理论“深远地重新规划最近40年物理学和现代几何学的发展。已经排列在牛顿、麦克斯韦和爱因斯坦的工作之行列，并必将对未来几代有类似的影响”。[23][49]
- 弗里曼·戴森认为杨振宁对数学的热爱使得杨振宁“正如使爱因斯坦和狄拉克一样，对自然的神秘能够比别人看得更远一点[51]。”戴森还说“在杨振宁的工作中最最重要的是规范场，已经证明这比他和李政道关于宇称的工作要重要得多[76]。”弗里曼·戴森还称杨振宁为「继爱因斯坦和狄拉克之后，20世纪物理学卓越的设计师」[15]。
- 曾受杨振宁影响[15][47]的超导体物理学者朱经武说，人们常将物理学家分为两种：一种是一天到晚听人家讲而自己不讲，然后拿回去做得更快更好；另一种是不停地讲话，让人家知道自己多么伟大；杨振宁是第三种，他会认真听别人讲，还给别人提意见[132]。朱经武还说“杨先生对物理的热爱、热忱是没有人可以理解的。有人说他是富有罗曼蒂克的物理学家，他对物理有一种很多人看来是爱情的东西[126]。”
- 中国核物理学者邓稼先曾对夫人许鹿希表示，如果不是诺贝尔奖规定每个人只能在同一个领域获一次奖的话，杨振宁应该再获一次诺贝尔奖[133]。邓稼先赞誉杨振宁的规范场理论媲美牛顿的万有引力理论[134]，不但影响当代，他的前瞻性是将以世纪来论的[133]。
- 清华大学教授聂华桐评价杨振宁的物理学地位时说：“我们常常可以听到一些物理学家的名字，像麦克斯韦、爱因斯坦，量子力学初建时的海森堡、薛定谔以及狄拉克。现在再要往下排的话，我想杨先生的名字就要算在里面了。”[51]
- 麻省理工学院物理学家兼数学系教授郑洪表述物理学界有一个通俗的说法，诺贝尔奖分为三等，第三等的贡献是第二等的1%，第二等的贡献是第一等的1%，60年前杨振宁与李政道因提出「弱相互相作用中宇称不守恒」获得的诺贝尔奖是其中的头等——爱因斯坦是唯一的例外，特奖。[15]

### 其它评价
- 中国作家莫言曾为杨振宁题写了一幅对联“仰观宇宙之大，俯察粒子之微[47]。”杨振宁也在别的采访中提到过莫言的书，表示可能是自己看得不仔细的原因，没看出哪些地方出彩[22][135]。
- 杨振宁在20世纪70年代中苏交恶期间，积极为中美合作牵线搭桥。当时的一份苏联报纸指控他是「北京在美国的第五纵队」。当时另有台湾媒体评论他是在瞎操心政治。[47]
- 中国央视网作者署名为原野的一篇评论里称“杨振宁在物理学上造诣和成就有目共睹，他在物理学领域的成就超过了大多数科学家，他对于人类的贡献也超过了大多数人。我们不能因为他之前加入了美国国籍和娶了一个年轻的妻子就将之完全否定，这是不讲道理的。”[81]
- 物理学者朱邦芬曾撰文说“杨振宁2003年归根，绝不是一些不了解真相的人所想象的，是回来‘养老’和‘享福’。‘80后’的杨先生开始新的事业和新的寻索，做出了许多新的贡献。从80岁至95岁的15年间，他所做的事情远比大多数科技工作者做的要多，更重要。”[68]

## 榮譽

### 獎章

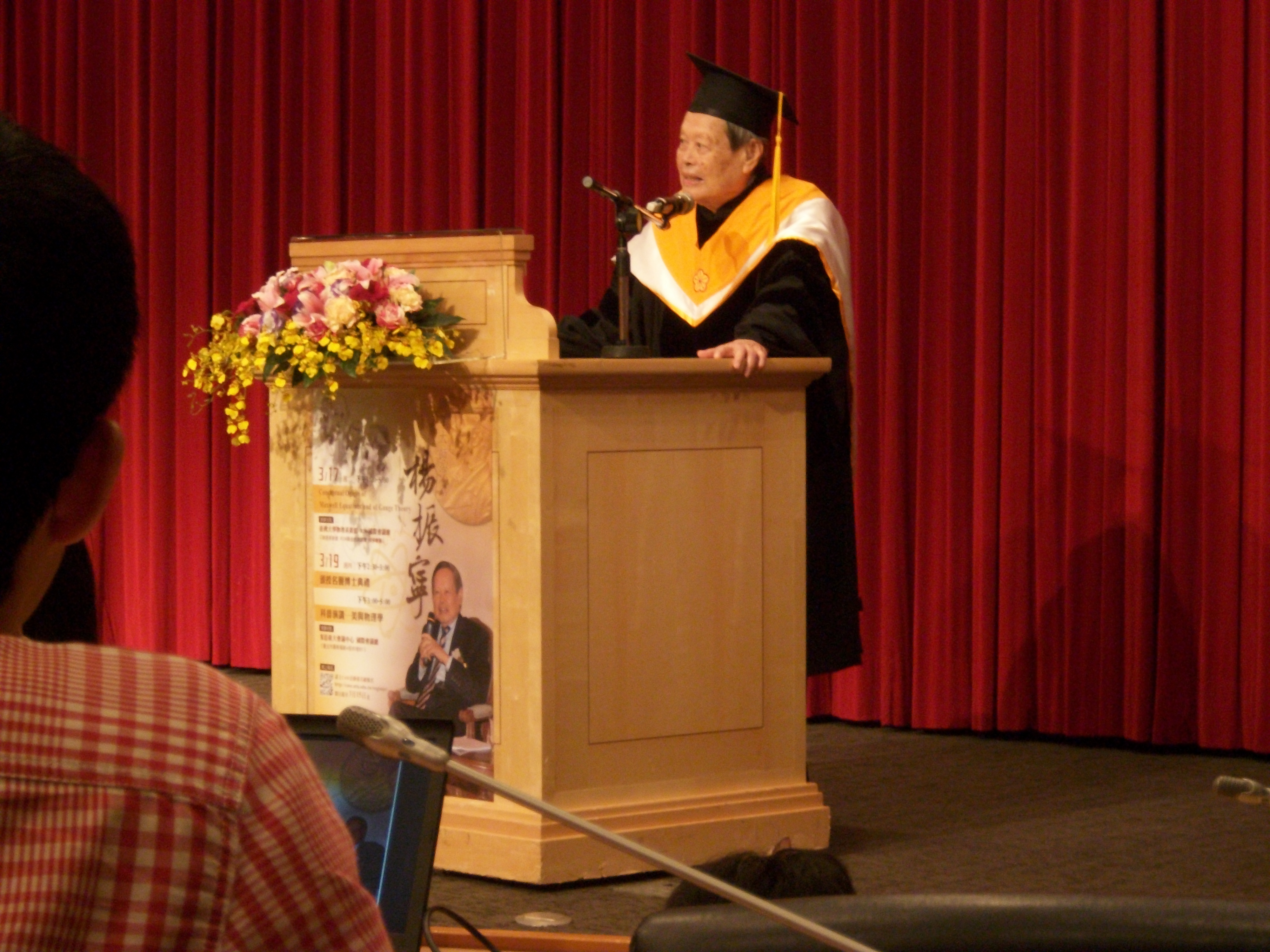
楊振寧於國立臺灣大學領取名譽博士學位時發表感言

楊由於在理論物理學中弱作用力宇稱不守恒方面的研究工作，被授予了1957年諾貝爾物理學獎。
- 1957年：诺贝尔物理学奖（与李政道分享）
- 1980年：拉姆福德獎（英语：Rumford Prize）
- 1986年：美国国家科学奖章
- 1993年：美国哲学会将其最高荣誉本杰明·富兰克林奖章（英语：Benjamin Franklin Medal (American Philosophical Society)）授予杨振宁，指出“杨振宁教授是自爱因斯坦和狄拉克之后20世纪物理学出类拔萃的设计师”，赞其成就是“物理学中最重要的事件”，是“对物理学影响深远和奠基性的贡献”。[49]
- 1994年：富蘭克林研究所鲍尔科学成就奖（杨振宁是获此项殊荣的第1位物理学家）[23][49]
- 1995年：爱因斯坦奖章
- 1996年：博戈柳博夫奖
- 1999年：拉斯·昂萨格奖
- 2001年：費薩爾國王國際獎（英语：King Faisal International Prize）
- 2007年：获得“2006影响世界华人盛典”终身成就奖[136][137]
- 2019年：求是終身成就獎[138]
- 2022年3月3日，入选2021感动中国年度人物[139]。

### 院士
| - 1958年，（中華民國）中央研究院院士 - 1959年，美国文理科学院院士 - 1965年，美国国家科学院院士 - 1983年，世界科學院創院院士 - 1994年，俄罗斯科学院外籍院士 - 2010年，日本學士院荣誉院士 - 2015年，香港科學院名譽院士 - 2016年，中國科學院數學物理學部院士 - 1994—2016，外籍院士 | - （聖座）宗座科學院院士 - 巴西科学院院士 - 西班牙皇家科学院院士 - 委内瑞拉科学院院士 |

### 會士
- 1993年，英國皇家學會外籍會士[140]
- 美国物理学会會士[146]

### 創始人
- 1958年，（美國）物理评论快报[149][150]
- 1977年
  - 全美華人協會（NACA, The National Association of Chinese-Americans）[151]
  - 全美华人促进美中邦交正常化委员会[152]
- 1986年，南開大學陈省身数学研究所理论物理研究室[153]
- 1997年，清華大學高等研究院[154]

### 始创成员
- 2002年，邵逸夫奖[155][156]

### 名譽董事長
- 2018年，西湖大學[157]

### 荣譽会長
- （美國）纽约州立大学石溪分校中国中心顾问委员会荣誉会长[158]

### 顧問
- 1983年，中山大学香港校友会荣誉顾问[159]
- 1994年－，（香港）求是科技基金会[160][161]
- 2002年－，清华大学物理系顾问委员会[162]
- 2013年－，（馬來西亞）南方大学学院[163]

### 榮譽院長
- 清華大學高等研究院[146]
- 廣東東莞理工學院[164]

### 榮譽教授
| - 北京大學 - 復旦大學 - 中國科學技術大學 - 南京大學 - 中山大學 - 南開大學 - 澳门科技大学 - 1997年7月，佛山科学技术学院 | - 1986年，香港中文大學博文讲座 - 1999年，（美國）纽约州立大学石溪分校 |

### 榮譽博士
- 1995年
  - （中華民國）國立交通大學[171]
- 1996年
  - （中華民國）國立清華大學理學部[172]
- 1997年，香港中文大學理學部[144]
- 1999年
  - （美國）纽约州立大学石溪分校理學部[144]
  - （中國香港）香港浸會大學理學部[173]
  - （中華民國）國立中正大學
- 2002年，香港科技大學理學部[174]
- 2015年
  - （中華民國）台灣大學理學部[175]
  - （中國澳門）澳門大學[176]

楊於2015年，應國立臺灣大學物理系邀請，前往該校第二學生活動中心發表演說，並獲頒該校名譽博士學位。

### 杰出校友
- 2000年，（台灣）国立清华大学[179]

### 榮譽市民
- 1995年9月，廣東深圳[180]
- 1997年7月，廣東佛山[168]

## 影响与紀念
杨振宁是最早获得诺贝尔奖的2个中国人之一（最早获得提名的华人是在清朝政府任职的马来西亚医学家伍连德），也是目前成就最高的华人物理学家。关于宇称不守恒的研究在发表的次年就获得诺贝尔奖，这么快的获奖速度在诺贝尔奖历史上是第一次出现，而且在此后也非常少见。杨振宁的成就已经达到即使再多获一次诺贝尔奖也很难继续提升其地位。杨振宁的事迹鼓舞了不少后辈华人物理学家。知名实验物理学家朱棣文和朱经武都是其中之一。
美国石溪大學由於楊的貢獻和傑出表現，特別聘請當時在普林斯頓高等研究院担任教授的楊到任楊振寧理論物理研究所的所長兼任教授。楊也是石溪大學一位傑出的老師，自1966年以來對於石溪大學的學術研究發展有重要貢獻。
2005年，荷兰物理学家杰拉德·特胡夫特主编了《杨-米尔斯理论50年》，记录了半个世纪以来杨-米尔斯理论对粒子物理学后续发展的持续影响。
1997年，中国南京市紫金山天文台将其发现的一颗国际编号为3421号的小行星命名为“杨振宁星”。2004年，三河大捷遗迹及古民居列入安徽省文物保护单位，其中，古民居项目之一，即是三河镇的杨振宁客居。

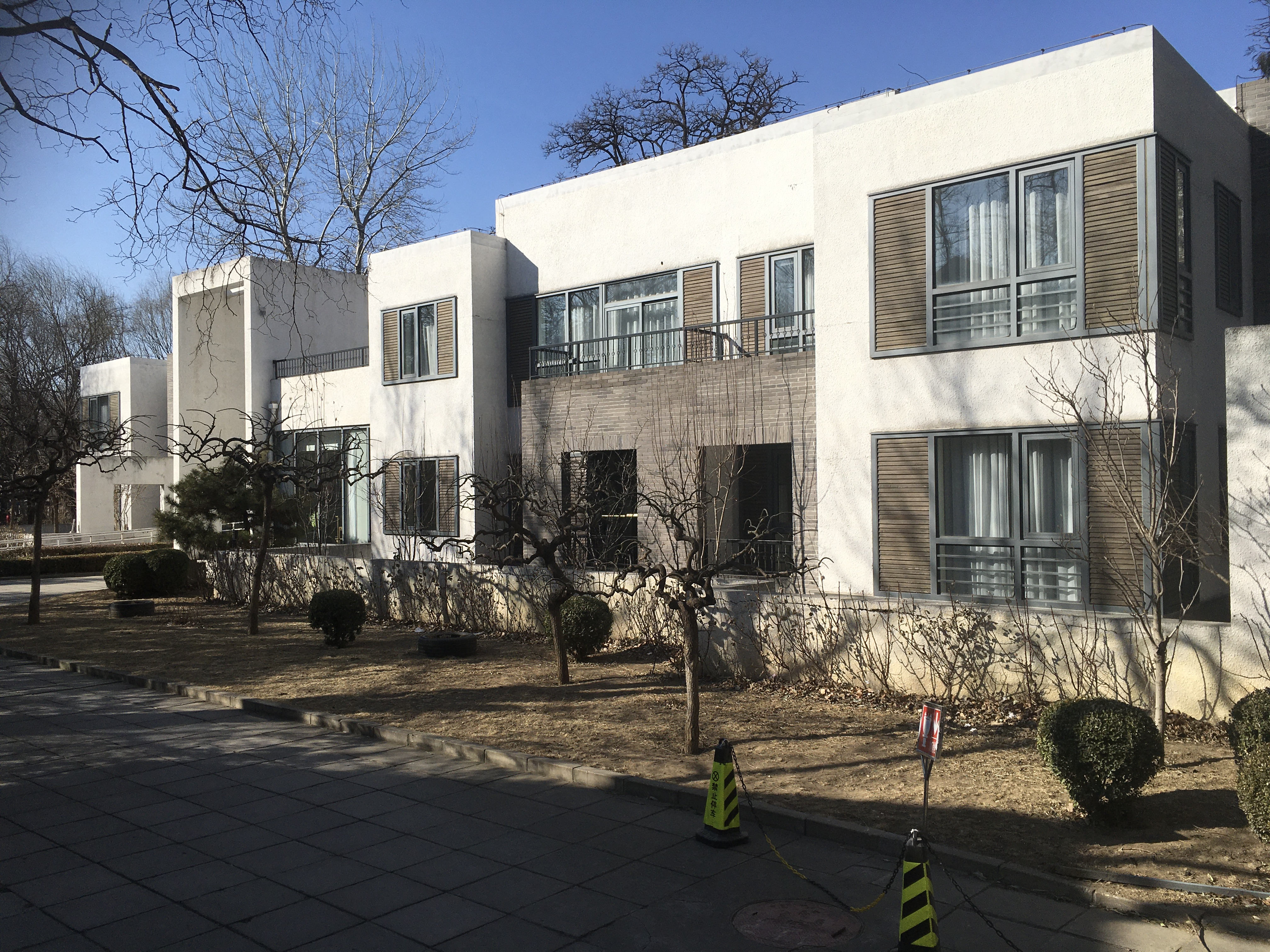
楊振寧清華住所

中国清华大学盖了3幢“大师邸”，一幢给杨振宁，一幢给姚期智，一幢给林家翘，其中姚和林都是由杨邀请回中国的。
杨振宁的故事曾收录于中国大陆的高中语文选修教材《语文选修——中外传记作品选读》。

### 引用
1. 1 2  . 香港文匯報.   [2022-09-24]. （原始内容存档于2008-05-30）.
2. 1 2  . 中国教育和科研计算机网.   [2018年5月3日]. （原始内容存档于2018-02-11） （中文（中国大陆））.
3. 1 2 3  . 观察者网. 2017年2月22日  [2018年5月1日]. （原始内容存档于2021年2月12日） （中文（中国大陆））.
4. 1 2  . 美国国家税务局. 2005年10月27日. （原始内容存档于2017年2月22日） （英语）.
5. 1 2  . 中国科学院. 2017年2月21日  [2017年2月21日]. （原始内容存档于2017年2月22日） （中文（中国大陆））.
6. ↑  李燕. . 腾讯文化. 2017年2月22日  [2017年8月2日]. （原始内容存档于2021年2月12日） （中文（中国大陆））.
7. ↑  朱光亚. 崔筝 (责任编辑); 卢玲艳 (版面编辑) , 编. . 财新网. 2016年12月1日  [2019年1月31日]. （原始内容存档于2021年2月12日） （中文（中国大陆））.
8. ↑  熊秉明. . 中华儿女 (海外版). 1997, (1) （中文（中国大陆））.
9. ↑  见杨建邺_杨振宁文录 2002，第45-48頁 (位于第2章“关于师友”第1节“忆费米”)。
10. 1 2 3 4  . 中国新闻周刊. 黄卫, 宋春丹. 2016年7月27日  [2018年2月22日]. （原始内容存档于2021年2月12日） （中文（中国大陆））.
11. ↑  钮卫星. . 中国图书商报·阅读周刊; 中国上海交通大学 (转载网站). 2007年3月20日  [2018年10月1日]. （原始内容存档于2020年1月13日） （中文（中国大陆））.
12. ↑  蔡雨荷 (责任编辑). . 新华网. 2017年9月27日  [2018年4月28日]. （原始内容存档于2020年8月18日） （中文（中国大陆））.
13. ↑  蔡雨荷 (新华网责任编辑). . 新华网, 中国网 (转载网站). 2017年9月27日  [2018年4月28日]. （原始内容存档于2021年2月12日） （中文（中国大陆））.
14. ↑  . 人民网, 海南日报 (转载自人民网). 2008年12月17日: 013版  [2016年12月31日]. （原始内容存档于2021年2月12日） （中文（中国大陆））. 因为朱棣文的数学也非常出色，物理和数学最后折中成一个理论物理的方向。这时候，他的英雄是牛顿、麦克斯韦、爱因斯坦，以及当代伟人费曼、盖尔曼、杨振宁、李政道。
15. 1 2 3 4 5 6 7 8 9  刘磊. 谢珍 (编辑) , 编. . 人物. 刘磊 (采访者); 黎诗韵 (采访者); 单琦 (采访者); 陈柯芯 (采访者); 吴呈杰 (采访者); 高远 (摄影). 2017年6月12日  [2018年9月30日]. （原始内容存档于2021年2月12日） （中文（中国大陆））.
16. ↑  Li Bing-an; Deng Yue-fan.  (PDF). 美国石溪大学杨振宁理论物理研究所.   [2018年4月29日]. （原始内容存档 (PDF)于2021年1月7日） （英语）.
17. 1 2  李东舰 CN031 (责任编辑) (编). . 观察者网; 中华网 (转载网站). 2016年9月6日  [2018年11月19日]. （原始内容存档于2018年11月19日） （中文（中国大陆））.
18. ↑  杨书杰. . 央视网. 2022-03-03.
19. 1 2 3 4  . 三联生活周刊. 新浪网. 2004年12月30日  [2019年8月25日]. （原始内容存档于2021年2月12日） （中文（中国大陆））.
20. 1 2 3  王晓易_NE0011 (责任编辑) (编). . 澎湃新闻. 2017年10月5日  [2019年1月31日]. （原始内容存档于2019年2月1日） （中文（中国大陆））.
21. 1 2  刘晋锋. 张汉哲 (责任编辑) , 编. . 新京报; 中国社会科学网 (转载网站). 2011年4月25日  [2018年11月19日]. （原始内容存档于2021年2月12日） （中文（中国大陆））.
22. 1 2 3 4 5 6 7 8 9 10 11 12 13 14 15 16  刘磊. 王晶晶 , 编. . 高远 (摄影者); 杜寻梦 (视频制作). 人物; 新浪 (转载网站). 2017年6月13日  [2018年11月19日]. （原始内容存档于2021年2月12日） （中文（中国大陆））.
23. 1 2 3 4 5 6 7 8  见搜狐人物专题《杨振宁列传：老夫聊发少年狂》(本页的补充来源中有)中“第2回“十年苦读无人问 一朝文章动公卿”第2节“与诺贝尔结缘”。
24. ↑  . 2007年9月8日  [2021年2月9日]. （原始内容存档于2021年2月12日） （中文（中国大陆））.
25. ↑  苏石. .   [2021-02-09]. （原始内容存档于2012-05-25） （中文（中国大陆））.
26. ↑  江才健. 董乐 (新浪网责任编辑) , 编. . 新浪历史. 2013年4月1日  [2019年1月31日]. （原始内容存档于2021年2月12日） （中文（中国大陆））.(出自《规范与对称之美：杨振宁传》一书。)
27. 1 2 3 4  陈祥蕉. 林露 (人民网责任编辑) , 编. . 南方日报. 2011年9月18日  [2019年6月20日]. （原始内容存档于2020年4月13日） （中文（中国大陆））.
28. 1 2 3 4 5  黄庆桥. . 澎湃新闻. 2016年10月19日  [2018年11月19日]. （原始内容存档于2021年2月12日） （中文（中国大陆））.
29. ↑  "补壹刀". . 台湾今日新闻 (转载自中国大陆网站). 2017年2月22日. （原始内容存档于2017年3月4日） （中文（臺灣））.
30. ↑  徐胜蓝, 孟东明. . 中国卓越出版公司. 1990: 82  [2021-05-01]. ISBN 9787800712197. （原始内容存档于2021-05-04） （中文（中国大陆））.
31. ↑  . 人民网. 新华网. 2008年1月8日  [2016年1月12日]. （原始内容存档于2009年9月25日） （中文（中国大陆））.
32. ↑  . 澎湃新聞. 2017-02-22  [2021-04-09]. （原始内容存档于2021-04-09）.
33. 1 2  倪既新; 许鹿希. . 上海市科普作家协会. 2009-07-12（许鹿希審訂版）、1992年4月（訪問日）  [2021-04-09]. （原始内容存档于2021-04-09）.  未校訂版初刊於：两弹元勋背后的女人，《档案春秋》，2009年7月（訪問於1992年4月），上海：上海市档案局。
34. ↑  . 南方周末 (网易). 2005年8月4日  [2010年1月22日]. （原始内容存档于2011年7月28日） （中文（中国大陆））.
35. ↑  见陈晓楠 2009，第5頁。
36. 1 2  . 物理教师手册, 中国人民教育出版社官方网站 (转载网站). 2004年6月22日  [2018年4月29日]. （原始内容存档于2021年2月12日） （中文（中国大陆））.
37. 1 2  . 南开大学.   [2016年6月5日]. （原始内容存档于2018年9月25日） （中文（中国大陆））.
38. ↑  侯莎莎 (北京日报). . 北京日报, 千龙新闻网 (转载网站), 网易新闻 (转载网站). 2004年9月22日  [2018年4月30日]. （原始内容存档于2021年2月12日） （中文（中国大陆））.
39. 1 2 3 4  李晓鹏. 董晓伟 (责任编辑); 文松辉 (责任编辑) , 编. . 钱江晚报; 人民网 (转载网站). 2017年2月23日  [2018年5月1日]. （原始内容存档于2021年2月12日） （中文（中国大陆））.
40. ↑  王姝 (记者). . 马丽 (网站责任编辑). 新京报, 人民網 (转载网站). 2004年11月5日  [2017年2月21日]. （原始内容存档于2020年6月7日） （中文（中国大陆））.
41. ↑  冉文娟 (记者). . 华山 (清华新闻网编辑). 中国新闻社, 清华新闻网 (转载网站). 2018年1月7日  [2018年4月30日]. （原始内容存档于2021年1月7日） （中文（中国大陆））.
42. ↑  陈俊松 (新华网责任编辑). . 中国科学院官方网站, 新华网 (转载网站). 2017年2月21日  [2018年4月30日]. （原始内容存档于2017年11月14日） （中文（中国大陆））.
43. ↑  . 清华大学新闻中心. 2021-05-14  [2021-09-24]. （原始内容存档于2021-09-23）.
44. ↑  . 新华网. 2021-09-22  [2021-09-22]. （原始内容存档于2021-09-23）. 受中共中央总书记、国家主席、中央军委主席习近平委托，教育部负责同志9月22日到清华大学看望中国科学院院士、著名物理学家杨振宁......
45. ↑  . 北京晚报. 2021-09-23  [2021-09-24]. （原始内容存档于2021-09-23）.
46. ↑  施郁. . 物理. 2014, 43 (1): 57-62  [2017-09-01]. doi:10.7693/wl20140107. （原始内容存档于2021-02-12） （中文（中国大陆））.
47. 1 2 3 4 5 6  . 中国青年网. 2017年6月12日  [2018年9月30日]. （原始内容存档于2021年2月12日） （中文（中国大陆））.
48. ↑  施郁.  (pdf). arXiv. 2017年2月7日  [2018年4月30日] （英语）.
49. 1 2 3 4 5  杨建邺. . 现代物理知识: 27–30 （中文（中国大陆））.
50. ↑  鲁伊.  (1). 2005年1月19日  [2019年1月25日]. （原始内容存档于2021年2月12日） （中文（中国大陆））. |journal=被忽略 (帮助)
51. 1 2 3 4 5 6 7 8 9 10 11 12  王盈颖 (澎湃新闻网记者); 孙乐颖 (澎湃新闻网记者). . 华山 (清华新闻网编辑). 澎湃新闻, 清华新闻网 (转载网站). 2017年2月24日. （原始内容存档于2018年5月4日） （中文（中国大陆））.
52. ↑  刘晓宇; 蒋惠玲. . . 20世纪发明创造故事丛书. 陈芳烈 (主编), 乐嘉龙 (副主编), 郭仁松 (副主编) 1. 中国济南市经十路127号 (泰山出版社), 中国北京东直门外新中街11号 (中华工商联合出版社): 泰山出版社, 中华工商联合出版社. 1997: 84–90 （中文（中国大陆））.
53. 1 2 3  陈学雷. . 新浪科技. 2018年1月5日  [2019年1月25日]. （原始内容存档于2020年6月7日） （中文（中国大陆））.
54. ↑  见六十八年心路 2014[页码请求]。
55. ↑  马中骐. . 中华读书报; 清华大学官方网站 (转载网站). 2015年2月4日  [2019年6月23日]. （原始内容存档于2020年11月5日） （中文（中国大陆））.
56. 1 2  冯晓华; 高策. . 自然科学史研究. 2009, 28 (2): 173 （中文（中国大陆））. |section=被忽略 (帮助)
57. 1 2 3 4  . 人民网; 搜狐教育 (转载网站). 2005年2月3日  [2018年11月19日]. （原始内容存档于2021年2月12日） （中文（中国大陆））.
58. 1 2 3 4 5  见杨建邺_杨振宁文录 2002，第311-322頁 (位于第6章“关于教育”第3节“关于怎样学科学的一些意见”)。
59. ↑  刘芳. "qkb" (责任编辑) , 编. . 新华网; 《环球科学》杂志期刊部. 2014年6月13日  [2019年1月24日]. （原始内容存档于2019年1月25日） （中文（中国大陆））.
60. ↑  . OFweek. 2013年6月21日  [2019年1月25日]. （原始内容存档于2021年2月12日）.
61. 1 2 3  . 环球时报: 2. 2017年2月22日  [2019年1月24日]. （原始内容存档于2019年8月6日） （中文（中国大陆））. 参数|newspaper=与模板{{cite web}}不匹配（建议改用{{cite news}}或|website=） (帮助)
62. ↑  鲍振东. . 复旦大学官方网站. 2014年6月3日  [2019年1月25日]. （原始内容存档于2021年2月12日） （中文（中国大陆））.
63. 1 2  . 西陆网. 2017年5月11日  [2018年9月30日]. （原始内容存档于2021年2月12日） （中文（中国大陆））.
64. ↑  . 生物谷. 2015年1月7日  [2018年5月3日]. （原始内容存档于2021年2月12日） （中文（中国大陆））.
65. ↑  黄庆桥. . 澎湃新闻网, 凤凰网讲堂 (转载网站). 于淑娟 (澎湃新闻网责任编辑), 张昊 PSY065 (凤凰网责任编辑). 2017年10月9日  [2018年5月3日]. （原始内容存档于2021年2月12日） （中文（中国大陆））.
66. ↑  马恬 (舜网责任编辑) (编). . 南方都市报. 曹乐平 (舜网值班主任). 2017年2月22日  [2019年1月25日]. （原始内容存档于2021年1月7日） （中文（中国大陆））.
67. 1 2 3 4  代小琳 (北京晨报记者). . 北京晨报, 新浪网科技时代 (转载网站). 2004年9月23日  [2018年5月3日]. （原始内容存档于2021年2月12日） （中文（中国大陆））.
68. 1 2  朱邦芬. . 中国物理学会期刊网; 新浪科技 (转载网站). 2017年9月18日  [2019年2月1日]. （原始内容存档于2021年2月12日） （中文（中国大陆））.
69. ↑  藕荣; 陈牧; 卞世鹏. . 新安晚报, 新浪新闻 (转载网站). 2015年9月19日  [2018年5月3日]. （原始内容存档于2021年2月12日） （中文（中国大陆））.
70. 1 2  程莉; 吕浩然. . 财新网. 2016年10月16日  [2018年5月3日]. （原始内容存档于2021年2月12日） （中文（中国大陆））.
71. ↑  . 人民网. 2004年9月21日  [2018年5月17日]. （原始内容存档于2020年4月13日） （中文（中国大陆））.
72. ↑  虞涵棋. . 澎湃新闻. 2017年10月29日  [2018年5月3日]. （原始内容存档于2021年2月12日） （中文（中国大陆））. 潘建伟就此呼吁：别老是把量子力学跟其他的问题联系在一起。他转述杨振宁先生的观点：科学往前进一步，宗教往后退一步，科学再进一步，神学又往后退一步；但是科学解决了有限问题，宗教最后总是无限。
73. ↑  方玄昌 (记者). 郑伟庭 (整理者) , 编. . 中国新闻周刊; 新浪网 (转载网站). 2004年11月15日  [2018年9月30日]. （原始内容存档于2021年2月12日） （中文（中国大陆））.
74. 1 2  雷嘉. 王鹤瑾 (人民网责任编辑); 许心怡 (人民网责任编辑) , 编. . 北京青年报; 人民网 (转载网站). 2014年1月6日  [2018年11月19日]. （原始内容存档于2021年1月7日） （中文（中国大陆））.
75. 1 2  张晓鸽 (京华时报记者). 闫秀勇 (凤凰网责任编辑) , 编. . 京华时报; 凤凰网佛教频道 (转载网站). 2014年1月6日  [2018年9月30日]. （原始内容存档于2020年11月5日） （中文（中国大陆））.
76. 1 2  方锦清. . 光明网卫生频道. 2012年8月12日  [2018年10月31日]. （原始内容存档于2020年8月18日） （中文（中国大陆））.
77. ↑  蔡天新. . 财新网. 2016年7月17日  [2018年10月31日]. （原始内容存档于2021年2月12日） （中文（中国大陆））.
78. ↑  杨振宁. . 光明日报. 2017年2月12日  [2018年10月31日]. （原始内容存档于2021年2月12日） （中文（中国大陆））. 参数|newspaper=与模板{{cite web}}不匹配（建议改用{{cite news}}或|website=） (帮助); |section=被忽略 (帮助)
79. ↑  .   [2020-04-11]. （原始内容存档于2021-02-12）.
80. 1 2 3  朱邦芬. . "西湖雨" (中国青年网责任编辑). 中国物理学会期刊网 (转载网站), 中国青年网 (转载网站). 2017年9月19日  [2018年4月30日]. （原始内容存档于2021年2月12日） （中文（中国大陆））.
81. 1 2 3 4 5  原野. . 央视网. 2017年2月22日  [2018年10月1日]. （原始内容存档于2021年2月12日） （中文（中国大陆））.
82. 1 2 3  唐钰 (特约记者); 蒋丰 (特约记者); 水六 (特约记者); 青木 (特约记者); 柳玉鹏 (特约记者). . 王凤枝_NT2541 (网易责任编辑). 环球时报, 网易科技 (转载网站). 2017年2月27日  [2018年4月30日]. （原始内容存档于2018年5月1日） （中文（中国大陆））.
83. ↑  "补壹刀". . 凤凰资讯. 2017年2月21日  [2018年4月28日]. （原始内容存档于2019年5月2日） （中文（中国大陆））. 杨振宁大概中国知名度与争议并列最高的科学家，没有之一。
84. ↑  王正行. . . 中外物理学精品书系. 北京大学出版社. 2008. ISBN 9787301135488 （中文（中国大陆））. 经过20世纪60-70年代的大发展，量子场论已经不仅仅是一门深奥的学间，而更像是一种精湛的技艺，每一套精细纤巧而且专门的演算技巧，都可以写成篇幅浩瀚的专门著作。现在量子场论的教科书也是林林总总，信手数来就有数十种。书也越写越厚，往往使初学者望而却步... Weinberg的书是三卷本大部头 Peskin与Schroeder的书是八百多页，Siegel的电子版也有近八百页。
85. 1 2 3 4 5  单仁平. . 环球时报. 2017年2月21日  [2018年4月28日]. （原始内容存档于2019年6月19日） （中文（中国大陆））.
86. ↑  . 出国留学网; 东方头条 (转载网站). 2018年2月22日. （原始内容存档于2018年4月29日） （中文（中国大陆））. 岂止是杨振宁，钱永健、吴健雄等科学家的去世，都在中国网络上掀起排山倒海般的谩骂。","每一句谩骂的楼层，都有几千上万的网民点赞。少数理性的留言，立即被淹没在唾骂之中。谩骂者言之凿凿：如果他们不是坏人，为什么绝大多数人骂他们？刘少奇当年被批斗、被侮辱，也是“绝大多数”人所为
87. ↑  . 科學人. 2002年11月號  [2020-10-09]. 原始内容存档于2006-03-28 （中文（臺灣））.
88. ↑  . 自由時報. 2002年11月6日  [2010年1月22日]. 原始内容存档于2011年9月24日 （中文（臺灣））.
89. ↑  . 新华网. 2008年4月28日  [2017年3月2日]. 原始内容存档于2012年8月29日 （中文（中国大陆））.
90. ↑  钟明 (责任编辑) (编). . 北京晚报; 中国网 (转载网站). 2009年12月29日: 3  [2018年11月19日]. （原始内容存档于2020年7月28日） （中文（中国大陆））.
91. ↑  . 中国科学院高能物理研究所. 2014年5月16日  [2018年5月1日]. （原始内容存档于2021年2月12日） （中文（中国大陆））. 环形正负电子对撞机（CEPC）主要科学目标：利用质心系能量250GeV附近的正负电子对撞产生大量的干净希格斯粒子事例从而精确测量其性质，确认该粒子是否标准模型希格斯玻色子，并通过它深入研究电弱对称性自发破缺机制和质量起源等基本问题，寻找超出标准模型的新物理的线索。
92. 1 2  . 中国科学院高能物理研究所. 2014年5月16日  [2018年5月1日]. （原始内容存档于2021年1月7日） （中文（中国大陆））. CEPC运行若干年后，可以在同一隧道内建设一台50-100TeV的超级质子-质子对撞机(SppC)，能量超过现在欧洲大型强子对撞机（LHC）的7倍。超级质子-质子对撞机(SppC)的主要科学目标，是致力新发现，通过高能质子对撞，寻找超出标准模型的新粒子和新物理现象，理解宇宙中暗物质和暗能量的本质等等。
93. ↑  . 中国科学院高能物理研究所. 2017年11月6日  [2018年5月1日]. （原始内容存档于2020年9月5日） （中文（中国大陆））.
94. 1 2  王盈颖 (澎湃新闻记者). . 澎湃新闻. 贺梨萍 (澎湃新闻责任编辑). 2017年5月11日  [2018年4月30日]. （原始内容存档于2021年2月12日） （中文（中国大陆））.
95. 1 2  张田勘. . 李德雄_NT2021 (责任编辑). 新京报. 2016年9月5日  [2018年4月30日]. （原始内容存档于2018年4月30日） （中文（中国大陆））.
96. ↑  . 叶攀 (中国新闻网责任编辑), 钟庆辉 UN660 (搜狐责任编辑). 科技日报, 中国新闻网 (转载网站), 搜狐新闻 (转载网站). 2016年9月8日  [2018年4月30日]. （原始内容存档于2021年1月7日） （中文（中国大陆））.
97. ↑  . 科技讯. 2014年7月16日  [2018年4月30日]. （原始内容存档于2021年2月12日） （中文（中国大陆））.
98. ↑  . bj.bjd.com.cn.   [2023-07-12]. （原始内容存档于2023-07-12） （中文（中国大陆））.
99. ↑  谢泳. . 张淑燕 (网站责任编辑). 开放时代 (杂志, 2007年第6期, 原题:《西南联大知识分子的家国情感与事实判断——以何炳棣等上世纪七十年代初的访华观感为例》), 人民网文史频道 (转载网站). 2010年12月31日  [2018年4月29日]. （原始内容存档于2020年6月7日） （中文（中国大陆））.
100. 1 2  丁东. . 张淑燕 (网站责任编辑). 文史参考 (杂志, 原载于2011年第18期9月下), 人民网文史频道 (转载网站). 2011年9月20日  [2018年4月49日]. （原始内容存档于2020年6月7日） （中文（中国大陆））.
101. 1 2  郝建. . zhangchao (责任编辑). 爱思想. 2007年8月9日  [2018年4月49日]. （原始内容存档于2021年2月12日） （中文（中国大陆））. 1973年5月17日夜里，周恩来会见美籍华裔科学家杨振宁。杨振宁对周恩来说：『我不知道周总理是否认识安东尼奥尼，他是意大利很有名的导演。去年来中国访问了很久，后来又拍了一个电影。这个电影我没看过，一般看过的中国人都不喜欢。后来，我看了一个比较左倾的小报纸，上面有一个中国学生的分析，我觉得很深入。这个人大概是个学电影艺术的，他说，这个电影表面上看不错，但如果你对安东尼奥尼过去的电影手法有点了解的话，你就知道他是在恶毒地攻击中国。他举了一个例子，在电影结束时有两个场面，一个是有一群小孩在那里玩，接着是一个木偶戏的场面。他的意思是说，中国的小孩都变成了木偶。』(引自陈东林《二十世纪七十年代电影<中国>引起的风波》，载《党史博览》2006年6期)原来，大科学家打这个小报告时还没看到这个电影。不过这也不奇怪，当时全国不知有多少中小学生和工农兵都是压根没看过或者没完整看过这部电影就写了慷慨激昂的大批判影评，我也是其中一个。
102. ↑  . CNKI“学问”板块 (由《中国学术期刊（光盘版）》电子杂志社有限公司推出).   [2018年9月30日]. （原始内容存档于2021年2月12日） （中文（中国大陆））.
103. ↑  . 腾讯网“腾讯评论”专题. 2011年11月4日  [2018年10月1日]. （原始内容存档于2021年2月12日） （中文（中国大陆））. |issue=被忽略 (帮助)
104. 1 2  隗俊 (责任编辑). . 新浪新闻. 2017年7月12日  [2018年4月30日]. （原始内容存档于2021年2月12日） （中文（中国大陆））.
105. 1 2  "马普尔小姐". 何兵 (责任编辑) , 编. . 搜狐教育. 2005年11月11日  [2018年4月29日]. （原始内容存档于2018年4月30日） （中文（中国大陆））.
106. 1 2  张宪超_BJS2970 (责任编辑) (编). . 中新网; 网易 (转载网站). 2017年5月28日  [2019年1月31日]. （原始内容存档于2019年2月1日） （中文（中国大陆））.
107. ↑  . 王晓易_NE0011 (网易责任编辑). 成都商报, 网易新闻 (转载网站). 2009年10月31日  [2018年4月29日]. （原始内容存档于2018年4月29日） （中文（中国大陆））.
108. ↑  新京报. . 新浪. 2021-03-24  [2021-03-27]. （原始内容存档于2021-04-21）.
109. ↑  薛莎莎. . 澎湃新闻. 2021-03-22  [2021-03-27]. （原始内容存档于2021-03-23）.
110. ↑  卢小兵 (记者). 文清 , 编. . 清华新闻网. 2004年12月8日  [2018年9月30日]. （原始内容存档于2021年2月12日） （中文（中国大陆））.
111. 1 2  江才健. 文松辉 (人民网责任编辑) , 编. . 人间重晚晴--杨振宁翁帆访谈录. 2007年1月19日  [2019年1月31日]. （原始内容存档于2020年4月13日） （中文（中国大陆））.
112. 1 2 3  王波. 温璐 (责任编辑) , 编. . 中国青年报; 人民网 (转载网站). 2011年9月27日  [2018年11月19日]. （原始内容存档于2020年4月13日） （中文（中国大陆））.
113. ↑  . 新华网. 2008年10月  [2016年1月12日]. （原始内容存档于2015年6月24日） （中文（中国大陆））.
114. ↑  肖厚君 (责任编辑) (编). . 京华时报; 搜狐 (转载网站). 2008年1月7日  [2018年11月19日]. （原始内容存档于2021年2月12日） （中文（中国大陆））.
115. 1 2 3  陈瑶 (记者); 冯兴杰 (记者). . 生活新报, 搜狐教育 (转载网站), 新华网 (转载网站). 2008年11月3日  [2018年4月28日]. （原始内容存档于2021年2月12日） （中文（中国大陆））. 经费米推荐，杨振宁得以成为美国氢弹之父特勒的学生。为了能弥补做实验少的缺陷，杨振宁到了美国芝加哥大学就写了一个实验的博士论文，之后就要求做实验，并做了20个月的实验。“这20个月的实验给我自己一个自我认识，就是我这人是不会做实验的。凡是我动手做的事情里面都会有问题，以至于我的同学最喜欢讲的话就是，哪有爆炸哪就有杨振宁。”由于自幼便是左撇子，杨振宁好不容易才被母亲纠正过来。关于他的笨手笨脚有个笑话——杨振宁小时候曾用泥捏了一只鸡，拿给父母看，杨武之夫妇为了鼓励他，夸奖说：“这支藕做得真不错哦！”
116. 1 2  杨甜子. . 新华网; 中央广播网 (转载网站). 海量 (网站编辑). 2015年9月24日  [2018年4月28日]. （原始内容存档于2021年2月12日） （中文（中国大陆））.
117. 1 2  刘颖 (记者). . 南京晨报; 扬子晚报网 (转载网站). 宋国斌 (通讯员), 刘明 (网站编辑). 2015年9月24日  [2018年4月28日]. （原始内容存档于2021年2月12日） （中文（中国大陆））.
118. ↑  宋国斌 (通讯员); 刘颖 (记者). . 南京晨报, 网易新闻 (转载网站). 2015年9月24日  [2018-04-29]. （原始内容存档于2021-02-12） （中文（中国大陆））.
119. ↑  黄庆桥. . 于淑娟 (澎湃新闻网责任编辑); 王晓易_NE0011 (网易责任编辑). 澎湃新闻网, 网易新闻 (转载网站). 2016年11月18日  [2018-04-30]. （原始内容存档于2018年5月1日） （中文（中国大陆））.
120. ↑  何华; 上官云 (编). . 信息时报; 中国新闻网 (转载网站). 2014年7月9日  [2018年11月19日]. （原始内容存档于2021年3月22日） （中文（中国大陆））.
121. ↑  . 搜狐. 2019年1月4日  [2019年1月25日]. （原始内容存档于2021年2月12日）.
122. ↑  海燕 (编). . 深圳商报. 2007年11月1日  [2019年1月25日]. （原始内容存档于2019年1月25日） （中文（中国大陆））.
123. ↑  Yang, C.N., , W.H. Freeman & Company, 1983  [2012-09-22], ISBN 978-0-7167-1406-4, （原始内容存档于2016-11-20） （英语）
124. ↑  李西米. . 中国科学报: 第6版“读书”. 2017年2月24日  [2018年4月29日]. （原始内容存档于2021年2月12日） （中文（中国大陆））.
125. ↑  曾涛; 思文. . 中国青年. 2005, (2)  [2018-04-30]. （原始内容存档于2021-02-12） （中文（中国大陆））.
126. 1 2  . 人民网 (“人民视点”专题第88期). 2013年9月25日  [2018年9月30日]. （原始内容存档于2021年2月12日） （中文（中国大陆））.
127. ↑  王岩 (文字整理, 记者). 王晓易_NE0011 (网易责任编辑) , 编. . 北青网 (北京青年报); 网易 (装载网站). 王晓溪 (摄影). 2015年4月24日  [2018年10月31日]. （原始内容存档于2018年11月1日） （中文（中国大陆））. 事实上，我自己觉得，现在也是同行的公认，我一生最重要的工作不是宇称不守恒，更重要的工作叫做规范场。规范场是一个与当时的实验没有直接关系的，一个纯理论的结果。我很幸运，当时我的同时代人都没向这个方向发展。
128. ↑  见杨建邺_杨振宁文录 2002，第312頁 (位于第6章“关于教育”第3节“关于怎样学科学的一些意见”)。
129. ↑  . 科技日报; 人民网 (转载网站). 2013年5月27日  [2018年10月31日]. （原始内容存档于2021年2月12日） （中文（中国大陆））.
130. 1 2  张小松. 高晨 (责任编辑) , 编. . 中青在线. 2017年2月22日. （原始内容存档于2020年7月28日） （中文（中国大陆））.
131. ↑  卢荡; 代睿; 许雯. . 华西都市报; 中国教育新闻网 (转载网站). 2017年2月22日  [2019年1月25日]. （原始内容存档于2019年1月25日） （中文（中国大陆））.
132. ↑  张国文 (记者). . 中国青年报. 2011-06-21  [2018年9月30日]. （原始内容存档于2021-02-12） （中文（中国大陆））. |section=被忽略 (帮助)
133. 1 2  钟华. 张文君 (人民网责任编辑) , 编. . 科学时报. 2008年1月10日  [2008年11月15日]. （原始内容存档于2020年4月13日） （中文（中国大陆））. 许鹿希在发布会上说：“邓稼先和杨振宁他们两人的父亲都曾经是清华大学的教授，邓稼先和杨先生两个人半个世纪的友谊情深似海。在念中学、大学、研究生期间，杨先生多次帮助邓稼先，邓稼先到美国以后，在没有拿到奖学金之前，是杨振宁帮助邓稼先的。1986年，邓稼先患病，杨先生曾两次去医院看望，与邓稼先先生合影。我们都明白，杨振宁先生是在尽最大的努力想挽救邓稼先先生的生命。邓稼先对杨振宁先生在学术上的造诣十分推崇，他曾经多次对我说，如果不是诺贝尔奖规定每个人只能在同一个领域获一次奖的话，杨振宁应该再获一次诺贝尔奖。他不但影响当代，他的前瞻性是将以世纪来论的。回顾邓稼先的这些话，更体会到三联书店出版的《曙光集》重大的意义和价值。”当说到杨振宁先生尽力帮助抢救邓稼先生命的时候，她不禁哽咽起来，眼角泛出泪花。
134. ↑  许鹿希 (口述者). 林儒生 (整理者) , 编. . 兵器知识. 2006, (6).
135. ↑  王晓易_NE0011 (责任编辑) (编). . 网易. 2017年6月13日  [2018年10月31日]. （原始内容存档于2018年10月31日） （中文（中国大陆））.
136. ↑  lixiang. . 凤凰网. 2007年3月19日  [2018年4月30日]. （原始内容存档于2021年1月7日） （中文（中国大陆））.
137. ↑  蔡强 (网站责任编辑) (编). . 新闻晨报, 搜狐IT (转载网站). 2007年3月31日  [2018年4月30日]. （原始内容存档于2021年2月12日） （中文（中国大陆））.
138. ↑  .   [2019-09-23]. （原始内容存档于2021-02-12）.
139. ↑  . @人民日报. 2022-03-03  [2022-03-03]. （原始内容存档于2022-03-03）.
140. 1 2 3  . 中央研究院. 2018年7月1日  [2018年7月2日] （中文（臺灣））.
141. ↑  . 杨振宁（Chen-Ning Yang）.   [2018-12-09]. （原始内容存档于2018-12-09）.
142. ↑  . The World Academy of Sciences (TWAS). 2018年  [2018年7月5日]. （原始内容存档于2021年2月12日） （英语）.
143. ↑  . The World Academy of Sciences (TWAS). 2018年  [2018年7月5日]. （原始内容存档于2021年2月12日） （英语）.
144. 1 2 3 4 5   (PDF). 清華大學高等研究院. 2011年3月9日  [2018年7月2日] （中文（中国大陆））.[永久]
145. ↑  . 港科院. 2018年年  [2018年7月4日]. （原始内容存档于2021年2月12日） （中文（香港））.
146. 1 2 3 4 5 6  代睿 (记者); 许雯 (记者). . 华西都市报; 封面新聞 (转载网站). 2017年2月21日  [2018年7月2日]. （原始内容存档于2021年2月12日） （中文（中国大陆））.
147. ↑  . 新华网科普中國. 2017年6月7日  [2018年7月4日]. （原始内容存档于2018年7月4日） （中文（中国大陆））.
148. ↑  . 團結香港基金. 2017年  [2018年7月2日]. （原始内容存档于2021年2月12日） （中文（香港））.
149. ↑  . 科學網. 2017年9月18日  [2018年7月4日]. （原始内容存档于2021年2月12日） （中文（中国大陆））.
150. ↑  . 觀察者. 2017年9月21日  [2018年7月4日]. （原始内容存档于2021年2月12日） （中文（中国大陆））.
151. ↑  . 华讯网. 2018年6月13日  [2018年7月4日] （中文（中国大陆））.[永久]
152. ↑  . 中國網. 文匯報. 2002年9月12日  [2018年7月4日]. （原始内容存档于2020年4月14日） （中文（香港））.
153. ↑  . 南開大學陈省身数学研究所. 2018年  [2018年7月4日]. （原始内容存档于2018年9月26日） （中文（中国大陆））.
154. ↑  . 風媒體. 2017年2月21日  [2018年7月4日]. （原始内容存档于2021年2月12日） （中文）.
155. ↑  . 邵逸夫奖. 2018年  [2018年7月4日]. （原始内容存档于2018年7月4日） （中文（中国大陆））.
156. ↑  . 邵逸夫奖. 2018年  [2018年7月4日]. （原始内容存档于2018年7月4日） （中文（中国大陆））.
157. ↑  . 網易科技頻道. 2018年4月7日  [2018年7月2日]. （原始内容存档于2018年7月2日） （中文（中国大陆））.
158. ↑  . 和讯新闻. 2018年4月8日  [2018年7月4日]. （原始内容存档于2020年11月5日） （中文（中国大陆））.
159. ↑  . 中山大学. 大公报. 1983年3月27日  [2018年7月4日]. （原始内容存档于2018年7月4日） （中文（中国大陆））.
160. ↑  . 搜狐網. 2018年2月22日  [2018年7月4日]. （原始内容存档于2018年7月4日） （中文（中国大陆））.
161. ↑  . 求是科技基金會. 2013年  [2018年7月4日]. （原始内容存档于2021年2月12日） （中文（中国大陆））.
162. ↑  . 清华大学新闻. 2002年6月27日  [2018年7月4日]. （原始内容存档于2021年1月7日） （中文（中国大陆））.
163. ↑  . 搜狐網. 2013年3月24日  [2018年7月4日]. （原始内容存档于2019年5月2日） （中文（中国大陆））.
164. ↑   (PDF). 常高等教育輔助辦公室.   [2018年7月4日]. （原始内容 (pdf)存档于2019年5月2日） （中文（中国大陆））.
165. ↑  . 常識8寶箱. 2013年1月21日  [2018年7月2日]. （原始内容存档于2021年2月12日） （中文（中国大陆））.
166. ↑  . 中國歷史故事網. 2013年9月7日  [2018年7月3日]. （原始内容存档于2020年7月28日） （中文（中国大陆））.
167. ↑  . 中国新闻网. 2007年1月29日  [2018年7月4日]. （原始内容存档于2021年2月12日） （中文（中国大陆））.
168. 1 2  . 中國歷史網. 2017年11月24日  [2018年7月31日]. （原始内容存档于2021年2月12日） （中文（中国大陆））.
169. ↑  . 香港中文大学. 2018年  [2018年7月4日]. （原始内容存档于2021年1月7日） （中文（香港））.
170. ↑  . 清华大学高等研究院. 2010年  [2018年7月4日]. （原始内容存档于2021年2月12日） （中文（中国大陆））.
171. ↑  . 國立交通大學. 2015年  [2019年6月7日]. （原始内容存档于2019-06-07） （中文（臺灣））.
172. ↑  . 國立清華大學數位校史館. 2018年  [2018年7月2日]. （原始内容存档于2021年2月12日） （中文（臺灣））.
173. ↑  . 香港浸會大學. 2016年  [2018年7月2日]. （原始内容存档于2020年12月8日） （中文（香港））.
174. ↑   (pdf). 香港科技大學. 2002年11月8日  [2018年7月2日]. （原始内容存档 (PDF)于2021年1月7日） （中文（香港））.
175. ↑  . 國立台灣大學. 2015年3月30日  [2018年7月2日]. （原始内容存档于2021年1月7日） （中文（臺灣））.
176. ↑  . 澳門大學. 2015年3月31日  [2018年7月2日]. （原始内容存档于2018年8月3日） （中文（香港））.
177. ↑  . 臺北市: 國立臺灣大學. 2015-03-19  [2015-03-19]. （原始内容存档于2015-04-02） （中文（臺灣））.
178. ↑  . 臺北市. 2015年3月19日  [2015年5月17日]. （原始内容存档于2021年2月12日） （中文（臺灣））.
179. ↑  . 國立清華大學数位校史馆. 2018年  [2018年7月4日]. （原始内容存档于2021年2月12日） （中文（臺灣））.
180. ↑  . 深圳政府在線. 2011年11月23日  [2018年7月31日]. （原始内容存档于2021年2月12日） （中文（中国大陆））.
181. ↑  吴致远; 梁国钊. . 自然辩证法通讯. 2010年, (1) （中文（中国大陆））.
182. ↑  . 海南日报（转载是自人民网). 2008年12月17日: 013版  [2016年12月31日]. （原始内容存档于2021年2月12日） （中文（中国大陆））. 因为朱棣文的数学也非常出色，物理和数学最后折中成一个理论物理的方向。这时候，他的英雄是牛顿、麦克斯韦、爱因斯坦，以及当代伟人费曼、盖尔曼、杨振宁和李政道。
183. ↑  吴学东; 梁国钊. . . 普通高中课程标准实验教科书. 温儒敏 (本册主编), 朱于国 (责任编辑), 王本华 (审稿), 黄成稳 (审稿). 人民教育出版社课程教材研究所, 中学语文课程教材研究开发中心, 北京大学中文系语文教育研究所. 2005: 141-153. ISBN 9787107187148 （中文（中国大陆））.

## 延伸阅读
- 阿同. . . 北京市朝阳区: 中国青年出版社. 2007-09-01: 30–31. ISBN 978-7-5006-6472-7.
- Sutherland, Bill, , World Scientific Publishing Company, 2004  [2012-09-22], ISBN 978-981-238-859-9, （原始内容存档于2012-06-26） （英语）
- Wilson, Robin; Gray, Jeremy, , Springer, 2001  [2015-05-17], ISBN 978-0387986869, （原始内容存档于2021-02-12） （英语）
- . 中国新闻网; 网易新闻 (转载网站). 王晓易_NE0011 (网易责任编辑). 2013年10月15日  [2018年4月28日]. （原始内容存档于2018年5月1日） （中文（中国大陆））.
- 张文君 (编辑). . 人民网科技频道 (特别策划). 2007年  [2018年4月30日]. （原始内容存档于2020年4月13日） （中文（中国大陆））.
- . 佛山在线 (《佛山日报》官方网站). 2017年3月1日  [2018年9月30日]. （原始内容存档于2021年1月7日） （中文（中国大陆））.
- 陈晓楠 (主持人). . 中新网; 凤凰网资讯 (转载网站). 2009年8月20日  [2019年1月31日]. （原始内容存档于2020年4月13日） （中文（中国大陆））.
- 马丽 (责任编辑) (编). . 人民网科技聚焦. 2004年9月24日  [2019年1月31日]. （原始内容存档于2020年4月13日） （中文（中国大陆））.
- 李永军. 吴京昴_NN9381 (责任编辑) , 编. . 文史e家; 网易 (转载网站). 2017年7月16日  [2019年1月31日]. （原始内容存档于2019年2月1日） （中文（中国大陆））.
- 杨振宁. . 新清华. 2012年6月8日, (1883)  [2019年1月31日]. （原始内容存档于2021年1月7日） （中文（中国大陆））.
- 杨振宁. . Published on 2009-08-24 21:38. 纽约州立大学石溪分校: 爱思想网(http://www.aisixiang.com). 1980  [2024-02-21]. （原始内容存档于2024-02-21） （中文）.